# Bahnstrecke Reitzenhain–Flöha
| Ausschnitt der Streckenkarte Sachsen von 1902 |                      |                                                       |                                                       |
| Streckennummer: | 6619; sä. RF         |                                                       |                                                       |
| Kursbuchstrecke (DB): | 519                  |                                                       |                                                       |
| Streckenlänge: | 57,92 km             |                                                       |                                                       |
| Spurweite: | 1435 mm (Normalspur) |                                                       |                                                       |
| Streckenklasse: | CE                   |                                                       |                                                       |
| Maximale Neigung: | 20 ‰                 |                                                       |                                                       |
| Minimaler Radius: | 224 m                |                                                       |                                                       |
| Streckengeschwindigkeit: | 80 km/h              |                                                       |                                                       |
| |                      |                                                       |                                                       |
| \| \| \| von Chomutov \| \| \| \| 0,000 \| Schwarze Pockau (Staatsgrenze Tschechien-Deutschland) \| Schwarze Pockau (Staatsgrenze Tschechien-Deutschland) \| \| \| 1,392 \| Reitzenhain \| 776 m \| \| \| 9,900 \| Marienberg-Gelobtland \| 715 m \| \| \| 11,848 \| Gelobtland \| Gelobtland \| \| \| 14,820 \| Marienberg-Gebirge \| 655 m \| \| \| \| Bundesstraße 174 \| \| \| \| 17,970 \| Reitzenhainer Str. (13,9 m) \| Reitzenhainer Str. (13,9 m) \| \| \| 18,650 \| Streckenende \| Streckenende \| \| \| 18,877 \| Marienberg (Sachs) \| 587 m \| \| \| \| Hüttengrund-Tal-Brücke (Bundesstraße 174) \| \| \| \| 21,134 \| Schlettenbach (16,2 m) \| Schlettenbach (16,2 m) \| \| \| 22,40 \| Bundesstraße 171 (53 m) \| Bundesstraße 171 (53 m) \| \| \| 22,480 \| Hüttengrund (b Pobershau) \| 521 m \| \| \| 22,673 \| Rote Pockau (40 m) \| Rote Pockau (40 m) \| \| \| 23,370 \| Steinbogenbrücke Kniebreche (63,4 m) \| Steinbogenbrücke Kniebreche (63,4 m) \| \| \| 23,673 \| Rote Pockau (40 m) \| Rote Pockau (40 m) \| \| \| 23,757 \| Schwarze Pockau (39 m) \| Schwarze Pockau (39 m) \| \| \| 23,954 \| Zöblitz-Pobershau (ehem. Bf) \| 495 m \| \| \| 26,280 \| Schwarze Pockau (37,5 m) \| Schwarze Pockau (37,5 m) \| \| \| 26,540 \| Strobelmühle \| Strobelmühle \| \| \| 26,680 \| Schwarze Pockau (40,5 m) \| Schwarze Pockau (40,5 m) \| \| \| 26,994 \| Schwarze Pockau (30 m) \| Schwarze Pockau (30 m) \| \| \| 29,376 \| Schwarze Pockau (39 m) \| Schwarze Pockau (39 m) \| \| \| 30,545 \| Schwarze Pockau (37,5 m) \| Schwarze Pockau (37,5 m) \| \| \| \| von Neuhausen (Erzgeb) \| \| \| \| 31,236 \| Pockau-Lengefeld (Inselbahnhof) \| 400 m \| \| \| 32,818 \| Flöha (44,5 m) \| Flöha (44,5 m) \| \| \| 35,858 \| Lengefeld-Rauenstein \| 375 m \| \| \| 37,220 \| Reifland-Wünschendorf (ehem. Bf) \| 365 m \| \| \| 22,673 \| Werkgraben (10 m) \| Werkgraben (10 m) \| \| \| 39,477 \| Flöha (70 m) \| Flöha (70 m) \| \| \| 39,713 \| Flöha (59,1 m) \| Flöha (59,1 m) \| \| \| 39,762 \| Mühlgraben (14,56 m) \| Mühlgraben (14,56 m) \| \| \| 39,887 \| Floßmühle \| 355 m \| \| \| 40,699 \| Flöha (54 m) \| Flöha (54 m) \| \| \| 42,472 \| Grünhainichen-Borstendorf \| 337 m \| \| \| 43,902 \| Flöha (50 m) \| Flöha (50 m) \| \| \| 46,290 \| Leubsdorf (Sachs) (ehem. Bf) \| 320 m \| \| \| 47,072 \| Flöha (63 m) \| Flöha (63 m) \| \| \| 49,160 \| Hohenfichte (ehem. Bf) \| 304 m \| \| \| \| Schmalspurbahn von Großwaltersdorf \| \| \| \| \| Hetzdorfer Viadukt (Dresden–Werdau bis 1992) \| \| \| \| 52,250 \| Hetzdorf (Flöhatal) \| 291 m \| \| \| \| Dresden–Werdau Bogendreieck (seit 1992) \| \| \| \| 54,430 \| Falkenau (Sachs) Hp \| 288 m \| \| \| 57,185 \| Infrastrukturgrenze DB RegioNetz / DB InfraGO \| Infrastrukturgrenze DB RegioNetz / DB InfraGO \| \| \| \| von Dresden Hbf und von Annaberg-Buchholz unt Bf \| \| \| \| 57,920 \| Flöha \| 277 m \| \| \| \| nach Werdau Bogendreieck \| \| |                      |                                                       |                                                       |
| Strecke (außer Betrieb) |                      | von Chomutov                                          | von Chomutov                                          |
| Grenze auf Brücke über Wasserlauf (Strecke außer Betrieb) | 0,000                | Schwarze Pockau (Staatsgrenze Tschechien-Deutschland) | Schwarze Pockau (Staatsgrenze Tschechien-Deutschland) |
| Bahnhof (Strecke außer Betrieb) | 1,392                | Reitzenhain                                           | 776 m                                                 |
| Bahnhof (Strecke außer Betrieb) | 9,900                | Marienberg-Gelobtland                                 | 715 m                                                 |
| Brücke (Strecke außer Betrieb) | 11,848               | Gelobtland                                            | Gelobtland                                            |
| Haltepunkt / Haltestelle (Strecke außer Betrieb) | 14,820               | Marienberg-Gebirge                                    | 655 m                                                 |
| Strecke mit Straßenbrücke (Strecke außer Betrieb) |                      | Bundesstraße 174                                      | Bundesstraße 174                                      |
| Brücke (Strecke außer Betrieb) | 17,970               | Reitzenhainer Str. (13,9 m)                           | Reitzenhainer Str. (13,9 m)                           |
| | 18,650               | Streckenende                                          | Streckenende                                          |
| Bahnhof | 18,877               | Marienberg (Sachs)                                    | 587 m                                                 |
| Strecke mit Straßenbrücke |                      | Hüttengrund-Tal-Brücke (Bundesstraße 174)             | Hüttengrund-Tal-Brücke (Bundesstraße 174)             |
| Brücke | 21,134               | Schlettenbach (16,2 m)                                | Schlettenbach (16,2 m)                                |
| Brücke | 22,40                | Bundesstraße 171 (53 m)                               | Bundesstraße 171 (53 m)                               |
| Haltepunkt / Haltestelle | 22,480               | Hüttengrund (b Pobershau)                             | 521 m                                                 |
| Brücke | 22,673               | Rote Pockau (40 m)                                    | Rote Pockau (40 m)                                    |
| Brücke | 23,370               | Steinbogenbrücke Kniebreche (63,4 m)                  | Steinbogenbrücke Kniebreche (63,4 m)                  |
| Brücke | 23,673               | Rote Pockau (40 m)                                    | Rote Pockau (40 m)                                    |
| Brücke | 23,757               | Schwarze Pockau (39 m)                                | Schwarze Pockau (39 m)                                |
| Haltepunkt / Haltestelle | 23,954               | Zöblitz-Pobershau (ehem. Bf)                          | 495 m                                                 |
| Brücke | 26,280               | Schwarze Pockau (37,5 m)                              | Schwarze Pockau (37,5 m)                              |
| Haltepunkt / Haltestelle | 26,540               | Strobelmühle                                          | Strobelmühle                                          |
| Brücke | 26,680               | Schwarze Pockau (40,5 m)                              | Schwarze Pockau (40,5 m)                              |
| Brücke | 26,994               | Schwarze Pockau (30 m)                                | Schwarze Pockau (30 m)                                |
| Brücke | 29,376               | Schwarze Pockau (39 m)                                | Schwarze Pockau (39 m)                                |
| Brücke | 30,545               | Schwarze Pockau (37,5 m)                              | Schwarze Pockau (37,5 m)                              |
| Abzweig geradeaus und von rechts |                      | von Neuhausen (Erzgeb)                                | von Neuhausen (Erzgeb)                                |
| Bahnhof | 31,236               | Pockau-Lengefeld (Inselbahnhof)                       | 400 m                                                 |
| Brücke | 32,818               | Flöha (44,5 m)                                        | Flöha (44,5 m)                                        |
| Haltepunkt / Haltestelle | 35,858               | Lengefeld-Rauenstein                                  | 375 m                                                 |
| Haltepunkt / Haltestelle | 37,220               | Reifland-Wünschendorf (ehem. Bf)                      | 365 m                                                 |
| Brücke | 22,673               | Werkgraben (10 m)                                     | Werkgraben (10 m)                                     |
| Brücke | 39,477               | Flöha (70 m)                                          | Flöha (70 m)                                          |
| Brücke | 39,713               | Flöha (59,1 m)                                        | Flöha (59,1 m)                                        |
| Brücke | 39,762               | Mühlgraben (14,56 m)                                  | Mühlgraben (14,56 m)                                  |
| Haltepunkt / Haltestelle | 39,887               | Floßmühle                                             | 355 m                                                 |
| Brücke | 40,699               | Flöha (54 m)                                          | Flöha (54 m)                                          |
| Bahnhof | 42,472               | Grünhainichen-Borstendorf                             | 337 m                                                 |
| Brücke | 43,902               | Flöha (50 m)                                          | Flöha (50 m)                                          |
| Haltepunkt / Haltestelle | 46,290               | Leubsdorf (Sachs) (ehem. Bf)                          | 320 m                                                 |
| Brücke | 47,072               | Flöha (63 m)                                          | Flöha (63 m)                                          |
| Haltepunkt / Haltestelle | 49,160               | Hohenfichte (ehem. Bf)                                | 304 m                                                 |
| Abzweig geradeaus und ehemals von rechts |                      | Schmalspurbahn von Großwaltersdorf                    | Schmalspurbahn von Großwaltersdorf                    |
| Kreuzung geradeaus unten (Querstrecke außer Betrieb) |                      | Hetzdorfer Viadukt (Dresden–Werdau bis 1992)          | Hetzdorfer Viadukt (Dresden–Werdau bis 1992)          |
| Bahnhof | 52,250               | Hetzdorf (Flöhatal)                                   | 291 m                                                 |
| Kreuzung geradeaus unten |                      | Dresden–Werdau Bogendreieck (seit 1992)               | Dresden–Werdau Bogendreieck (seit 1992)               |
| Haltepunkt / Haltestelle | 54,430               | Falkenau (Sachs) Hp                                   | 288 m                                                 |
| Wechsel des Eisenbahninfrastrukturunternehmens | 57,185               | Infrastrukturgrenze DB RegioNetz / DB InfraGO         | Infrastrukturgrenze DB RegioNetz / DB InfraGO         |
| Abzweig geradeaus und von links |                      | von Dresden Hbf und von Annaberg-Buchholz unt Bf      | von Dresden Hbf und von Annaberg-Buchholz unt Bf      |
| Bahnhof | 57,920               | Flöha                                                 | 277 m                                                 |
| Strecke |                      | nach Werdau Bogendreieck                              | nach Werdau Bogendreieck                              |

Die Bahnstrecke Reitzenhain–Flöha ist eine Nebenbahn in Sachsen, die ursprünglich durch die Chemnitz-Komotauer Eisenbahngesellschaft als Teil einer überregionalen Verbindung zwischen Prag und Chemnitz erbaut und betrieben wurde. Die heute nur noch teilweise in Betrieb befindliche Strecke schließt an der Staatsgrenze in Reitzenhain an die ehemalige Strecke Chomutov–Reitzenhain an und führt durch die Täler von Schwarzer Pockau und Flöha nach Flöha. Der noch betriebene Abschnitt Marienberg–Flöha gehört seit 2001 zum DB-RegioNetz Erzgebirgsbahn.

## Geschichte

### Vorgeschichte
Überlegungen und Planungen zum Bau einer Eisenbahn ins obere Flöhatal und nach Marienberg gab es bereits um das Jahr 1863, als über den Bau der Eisenbahnstrecke von Chemnitz nach Freiberg debattiert wurde. So war eine südlichere als die heutige Linienführung vorgesehen, um die Orte im Erzgebirge anzuschließen. Als diese Pläne aufgegeben wurden, sah man sich veranlasst, für eine Eisenbahn durchs Flöhatal über Olbernhau nach Komotau zu werben. Gleichzeitig machte sich auch in Marienberg ein Komitee für den Bau einer Eisenbahn über Marienberg und Reitzenhain nach Komotau stark. So wetteiferten 1867 zwei Projekte um die Konzession zum Bau einer Eisenbahn im Flöhatal. Nachdem die Buschtěhrader Eisenbahn und die Stadt Komotau sich für die Streckenführung über Marienberg aussprachen, wurde dieser Strecke der Vorzug gegeben. 1868 genehmigte der sächsische Landtag die Konzessionserteilung und legte fest, dass die Strecke mit privatem Kapital zu bauen sei. 1869 wurde der Staatsvertrag mit Österreich-Ungarn über den Grenzübergang abgeschlossen.
Am 15. August 1871 wurde die Chemnitz-Komotauer Eisenbahngesellschaft zum Bau und Betrieb der Strecke gegründet. Mit der Bauausführung wurde die Eisenbahnbaugesellschaft Pleßner & Co. aus Berlin beauftragt.

### Bau und Eröffnung
Am 22. Februar 1872 fand der erste Spatenstich statt. Um schnell mit dem Bau voranzukommen, wurde an 5 Bauabschnitten gleichzeitig begonnen.
Wegen der schwierigen Geländeverhältnisse in den engen Tälern der Schwarzen und Roten Pockau wurde die Strecke hier überwiegend auf Brücken und Bahndämmen verlegt, wobei alle Brücken und Viadukte für einen zweigleisigen Ausbau vorbereitet wurden, die Bergeinschnitte aber nur für ein Gleis gesprengt wurden.
Insgesamt waren rund 1,6 Mio. m³ Erdmasse zu bewegen. Beim Bau wurden auch italienische Arbeiter eingesetzt, weil diese viel Erfahrung mit Steinbauwerken hatten. Durch die Wirtschaftskrise von 1873 geriet das Bauunternehmen in wirtschaftliche Schwierigkeiten, so dass sich die Eisenbahngesellschaft gezwungen sah, den Weiterbau selbst zu übernehmen. Anfang 1875 war der Bahnbau abgeschlossen.
Am 3. Februar 1875 traf gegen 13:00 Uhr die erste Lokomotive in Marienberg ein, konnte jedoch aufgrund behindernder Schneemassen nicht wie geplant nach Reitzenhain fahren. Am 24. Mai 1875 ging die Strecke von Flöha bis Marienberg in Betrieb, der Streckenteil bis Reitzenhain folgte am 12. Juli 1875. Mit der Fertigstellung der Strecke von Krima-Neudorf nach Reitzenhain durch die Buschtěhrader Eisenbahn war die Strecke bis nach Komotau fertiggestellt.
Schon nach dem ersten Betriebsjahr musste die Chemnitz-Komotauer Eisenbahngesellschaft ihre Strecke wegen finanzieller Verluste verkaufen. Am 4. Dezember 1876 ging die Strecke an den sächsischen Staat über, Eigentümer und Betreiber waren nun die Königlich Sächsischen Staatseisenbahnen.

### Nach dem Zweiten Weltkrieg

Bahnhof Hetzdorf (1978)

Nach dem Ende des Zweiten Weltkrieges wurde der grenzüberschreitende Bahnverkehr nach Komotau (ab 1945: Chomutov) eingestellt, sodass der Bahnhof Reitzenhain seine Bedeutung verlor. Nachdem in den 70er Jahren anstelle der Eisenbahnbrücke über den Grenzbach eine Straßenbrücke errichtet wurde, war nicht mit einer Wiederaufnahme des grenzüberschreitenden Verkehres zu rechnen.
Am 1. Oktober 1978 wurde der Personenverkehr und am 8. Januar 1994 der Güterverkehr zwischen Marienberg und Reitzenhain eingestellt, stillgelegt wurde dieser Abschnitt am 15. Dezember 1998.

### Sanierung und Wiederaufbau nach Hochwasserereignissen

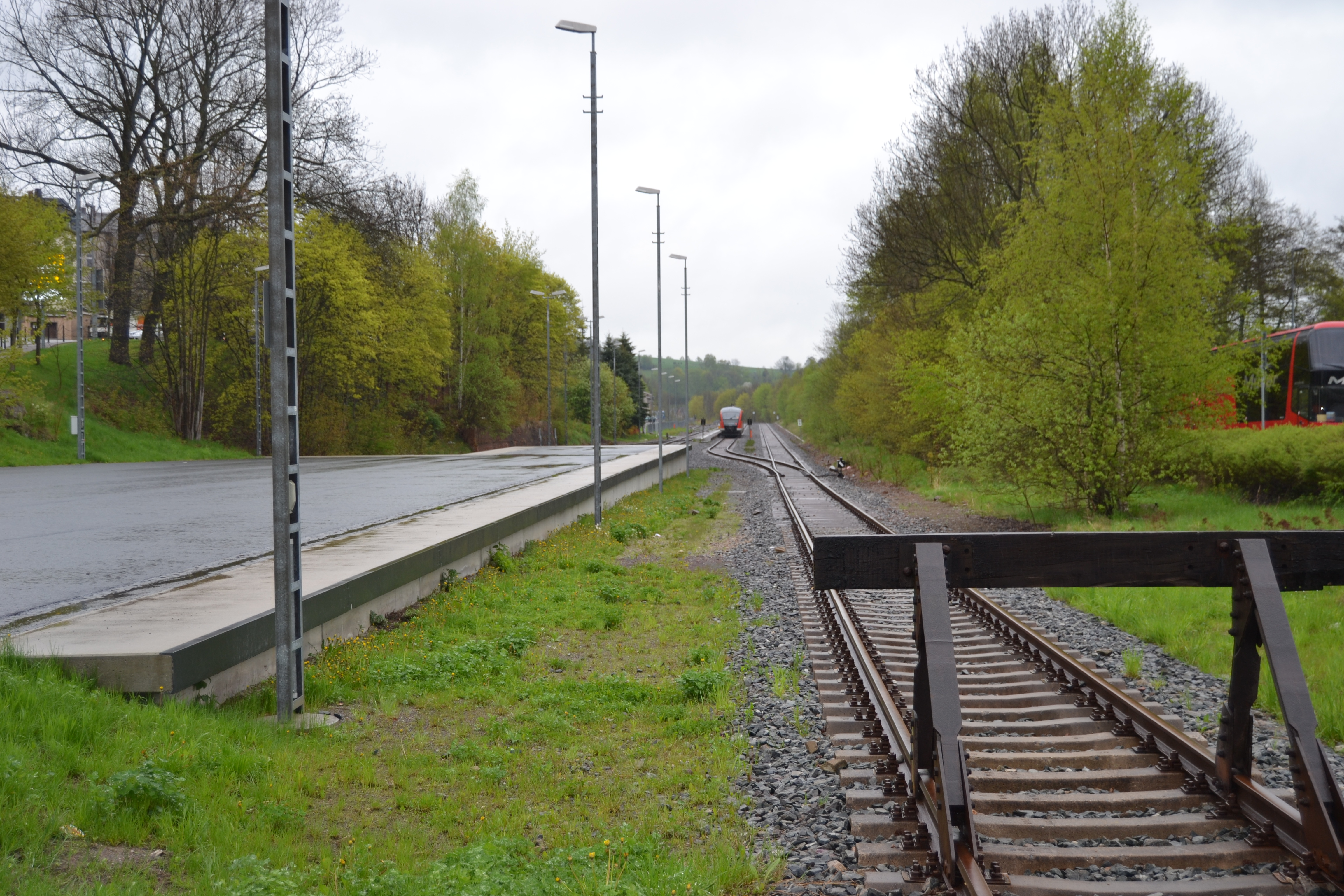
Heutiges Streckenende im Bahnhof Marienberg. Links befindet sich die Laderampe für die Bundeswehr, das repräsentative Empfangsgebäude existiert nicht mehr. (2013)

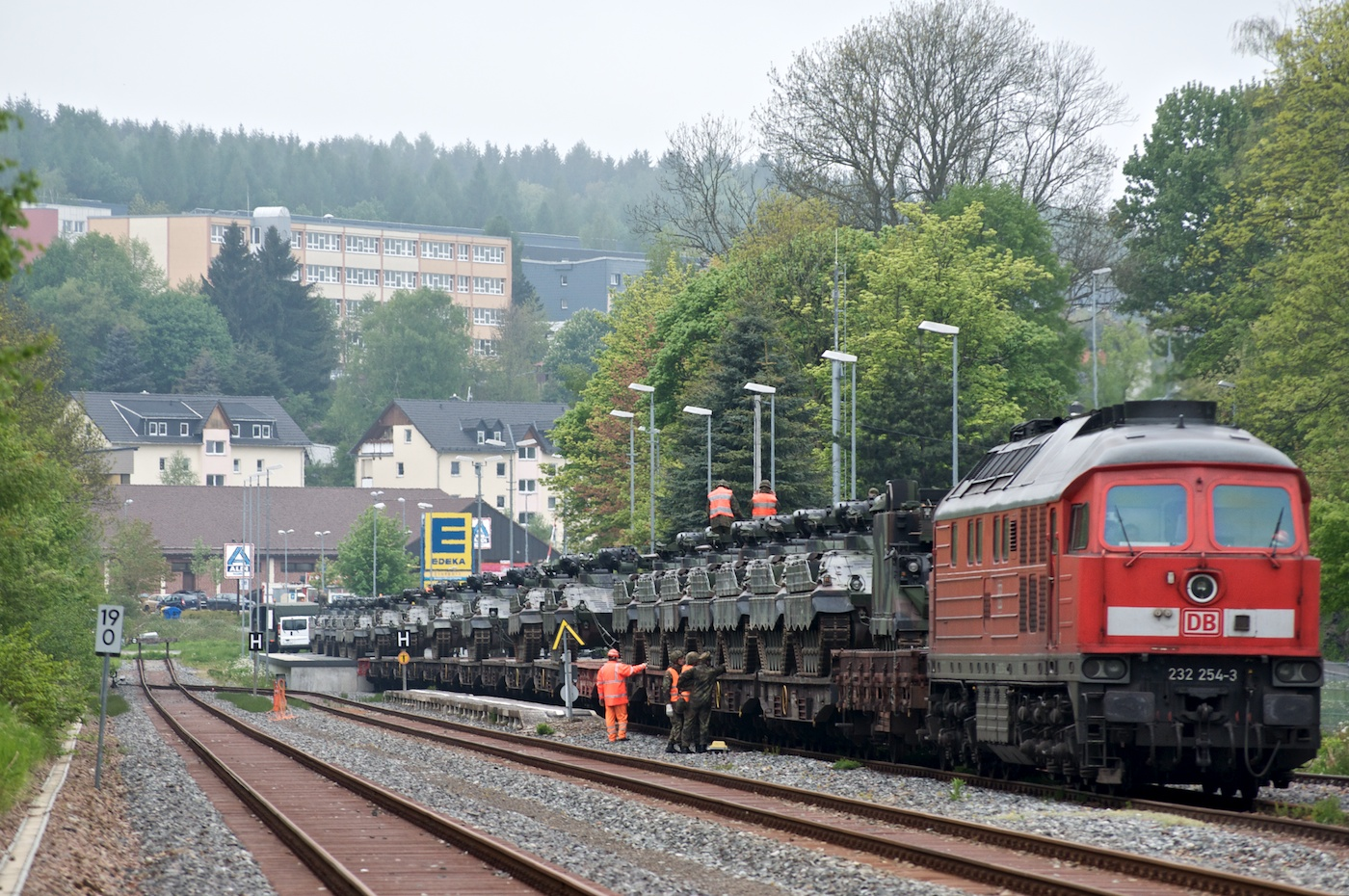
Ganzzug mit Panzern der Bundeswehr in Marienberg. Der Zug blockiert während der Verladung den Reisendenzugang zum Bahnsteig. (2013)

Durch unterlassene Instandhaltung an der Infrastruktur verschlechterte sich der Zustand des Oberbaus immer mehr. Aufgrund drohender Streckensperrung wegen abgängiger Schwellen führte die Deutsche Bahn AG Mitte 1998 auf einem Teilstück der Strecke zwischen Pockau-Lengefeld und Marienberg eine Gleiserneuerung durch. Nachdem die Arbeiten mit einer Gesamtinvestition von fast 24 Millionen Mark gerade abgeschlossen waren, führte ein lokales Hochwasser am 5. Juli 1999 zu starken Zerstörungen an dieser Strecke, die sie unbefahrbar machten. Durch ein weiteres schweres Hochwasser im August 2002 wurden weitere Abschnitte zerstört.  Lange Zeit war unklar, ob die Bahnstrecke nach Marienberg wieder aufgebaut werden würde. Die zwischenzeitlich gegründete DB-Tochter Erzgebirgsbahn, die ab 1. Januar 2002 die Infrastruktur übernommen hatte, entschied sich für den Wiederaufbau.
Am 29. Januar 2005 wurde der durchgehende Zugverkehr zwischen Chemnitz Hbf und Olbernhau wieder aufgenommen. Seit 10. Dezember 2006 wird zwischen Chemnitz und Olbernhau werktags ein Stundentakt angeboten.
Auf dem Streckenabschnitt zwischen Pockau-Lengefeld und Marienberg wurde am 4. September 2006 der fahrplanmäßige Zugbetrieb mit montags bis freitags vier Zugpaaren wieder aufgenommen. Dieser wurde zunächst vom damaligen Mittleren Erzgebirgskreis bestellt. Wegen des lückenhaften und an die Zeiten des Schülerverkehrs ausgerichteten Fahrplans der Züge waren die Anschlüsse zu den Zügen der Flöhatalbahn in Pockau-Lengefeld sehr schlecht. Ab dem 10. Dezember 2006 trat ein Fahrplan mit besseren Anschlüssen in Pockau-Lengefeld in Kraft. Im September 2007 wurde der Fahrplan auf dem Streckenast erneut umgestellt: montags bis freitags verkehrte morgens nur noch ein Zugpaar für den Schülerverkehr, hingegen fuhren samstags, sonntags und feiertags nunmehr vier Zugpaare pro Tag.
Seit dem 11. Dezember 2011 wurde der Abschnitt zwischen Marienberg und Pockau-Lengefeld nur noch werktags mit einem einzigen Zugpaar bedient. Die entfallenen Zugpaare am Wochenende wurden ein Jahr lang durch einen Bahnersatzverkehr mit Rufbussen ersetzt. Mangels Nachfrage wurde dieses Angebot im Dezember 2012 wieder aufgegeben.
Zum Fahrplanwechsel am 15. Dezember 2013 wurde der Reiseverkehr zwischen Marienberg und Pockau–Lengefeld gänzlich eingestellt. Vom 6. Februar bis 6. Mai 2014 lief die Ausschreibung der DB RegioNetz Infrastruktur GmbH zwecks Übernahme und zum Weiterbetrieb der Teilstrecke Marienberg–Pockau-Lengefeld für „Interessenten, die als Eisenbahninfrastrukturunternehmen die Teilstrecke im Ist-Zustand ohne zeitliche Unterbrechung übernehmen und für den öffentlichen Verkehr in eigener Verantwortung weiter betreiben wollen.“ Letztlich erfolgte keine Abgabe des Streckenabschnitts Marienberg–Pockau-Lengefeld an Dritte, auch dieser Streckenabschnitt wird von der DB RegioNetz Infrastruktur GmbH (Erzgebirgsbahn) weiterbetrieben. Von und nach Marienberg findet nach Bedarf Militärverkehr statt. Das in der Stadt stationierte Panzergrenadierbataillon 371 der Bundeswehr verlädt Schützenpanzer „Marder“ im Bahnhof Marienberg und transportiert diese zu Übungsplätzen und zu Einsätzen im NATO-Bündnis, zuletzt nach Rukla in Litauen. Die Militärzüge werden fast ausschließlich von DB Cargo mit den Lokbaureihen 261, 265, 232, 233 und 294 gefahren.
Seit dem Jahr 2020 wird im Bahnhof Pockau-Lengefeld Rundholz aus den umliegenden Forstrevieren von Sachsenforst auf Ganzzüge verladen, die dann zu Sägewerken sowie Spanplatten- und Zellstoffproduzenten in Deutschland und Europa gefahren werden. Im Jahr 2022 wurden hier 32 Güterzüge beladen. Dabei kommen verschiedene Eisenbahnunternehmen, hauptsächlich die Pressnitztalbahn und der Erfurter Bahnservice, mit unterschiedlichsten Lokbaureihen (BR 202, 204, 218, 220, 228, 232, 248, 253) zum Einsatz. Im Jahr 2023 kamen bereits dreimal schwere Güterzuglokomotiven EURODUAL von Stadler (BR 159) zum Einsatz, jeweils von drei verschiedenen EVU.

### Abbau des Abschnittes Reitzenhain–Marienberg

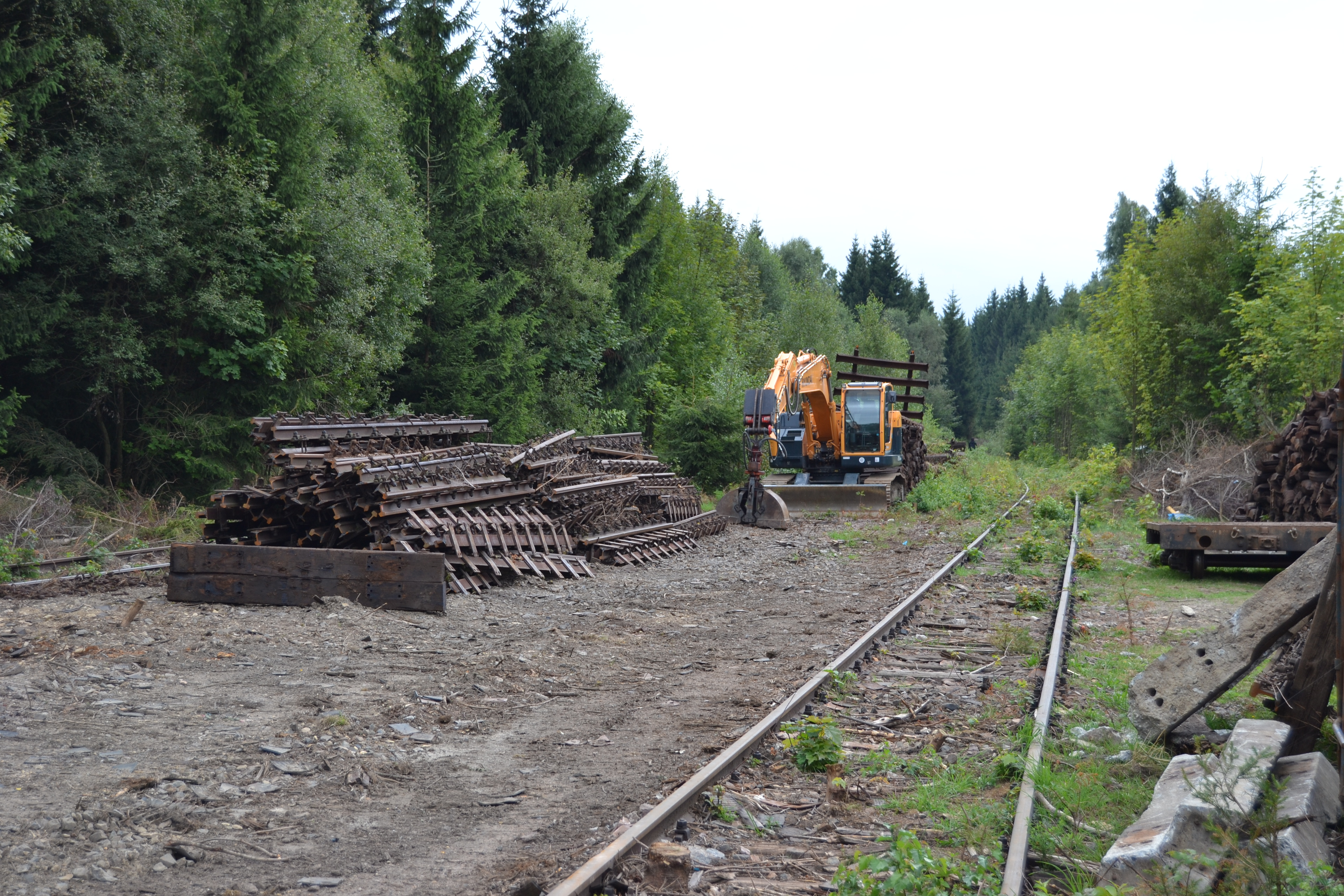
Abbau der Gleise im Bahnhof Gelobtland (2013)

Die Stadt Marienberg hat 2012 beschlossen, den stillgelegten Streckenabschnitt nach Reitzenhain zu kaufen. Nach Abbau der Gleise und sämtlicher bahntechnischer Anlagen ist ein Ausbau zum Rad- und Wanderweg vorgesehen, der Marienberg und die Ortsteile Gebirge, Gelobtland und Reitzenhain miteinander verbindet sowie den internationalen Kammweg Erzgebirge–Vogtland an Marienberg anbindet. Mit dem Abbau wurde die „Eisenbahn-Handelsgesellschaft mbH & Co. KG“ aus Leipzig beauftragt. Am 2. Mai 2013 begannen die Arbeiten ausgehend vom Ort Reitzenhain. Der Gleisabbau wurde im Oktober 2013 abgeschlossen.
Im August 2023 erteilte die Landesdirektion Sachsen Baurecht für einen rund 8,8 Kilometer langen Abschnitt zwischen dem Bahnhof Marienberg und dem ehemaligen Bahnhof Gelobtland. Gebaut wurde bisher nichts (Stand April 2024).

### Geplante Wiederaufnahme des SPNV zwischen Marienberg und Pockau-Lengefeld
Im Frühjahr 2019 beauftragte das sächsische Innenministerium die Firma VCI aus Dresden mit einer Machbarkeitsstudie zur möglichen Wiederaufnahme des fahrplanmäßigen Schienenpersonennahverkehrs (SPNV) bis nach Marienberg. Die Studie wurde im Dezember 2019 fertiggestellt. Im Ergebnis schlägt sie vor, den Schienenpersonennahverkehr zwischen Pockau-Lengefeld und Marienberg wieder aufzunehmen. Neben der notwendigen Anpassung von Sicherungstechnik hält VCI die Einrichtung vier neuer Haltepunkte für sinnvoll, bei Schließung von zwei bisherigen Haltepunkten. Die beiden Städte Marienberg und Pockau-Lengefeld begrüßten dieses Votum, beide Bürgermeister machen sich seitdem für eine Wiederbestellung des Verkehrs und die Instandsetzung der Bahnstrecke stark.
Der Verkehrsverbund Mittelsachsen beschloss in der Verbandsversammlung am 26. Juni 2020, die „Reaktivierung“ zu unterstützen und Verkehrsleistungen bestellen zu wollen. Im sächsischen Doppelhaushalt für die Jahre 2021 und 2022 wurden die dazu notwendigen finanziellen Mittel bereitgestellt.
Am 17. August 2021 gab Sachsens Verkehrsminister Martin Dulig bekannt, dass die Verbindung Marienberg–Pockau-Lengefeld eine von fünf Strecken in Sachsen ist, die das Ministerium für Wirtschaft, Arbeit und Verkehr „intensiv und detailliert auf eine Aktivierungsmöglichkeit“ für den Schienenpersonennahverkehr untersuchen wolle. Prognostiert werden täglich 500 Fahrgäste.
Am 10. September 2023 veröffentlichte das Sächsische Staatsministerium für Wirtschaft, Arbeit und Verkehr (SMWA) eine Pressemitteilung mit Ergebnissen zu durchgeführten vertieften Untersuchungen zu sechs Bahnstrecken, darunter die Strecke Pockau-Lengefeld – Marienberg. Insbesondere für diese Strecke ergeben sich laut SMWA vielversprechende Potenziale. Die Analysen zeigten ausreichendes Fahrgastpotenzial, moderate Investitionskosten und Zuschussbedarfe. Unter Kostenaspekten bietet danach die Strecke Pockau-Lengefeld – Marienberg die besten Voraussetzungen, mit Investitionskosten von rund 15 Millionen Euro und einem erwarteten jährlichen Zuschussbedarf von 2,3 Millionen Euro. Die prognostizierte tägliche Nutzung liegt bei durchschnittlich 410 Personen und etwa 2,8 Millionen Personenkilometern pro Jahr. Der Infrastrukturbetreiber Erzgebirgsbahn prüft die Reaktivierungsperspektive anschließend im Sinne einer Standardisierten Bewertung. Die Ergebnisse dieser Untersuchung sollen im Dezember 2025 vorliegen.
Im Dezember 2023 rammte ein Lkw den Überbau (Blechträger) einer Brücke über die Staatsstraße 224 nahe der Strobelmühle. Der Träger wurde dabei so stark beschädigt und verformt, dass Totalschaden entstand und der Streckenteil bis zu einem Behelfs- oder Ersatzneubau gesperrt bleiben muss. Am 25. April 2024 wurde der beschädigte Brückenkörper mittels Autokran ausgehoben und per Tieflader in die DB Brückenwerkstatt nach Dresden transportiert, wo er repariert wurde. Seit Dezember 2024 ist die Strecke wieder befahrbar.

## Streckenbeschreibung

### Verlauf

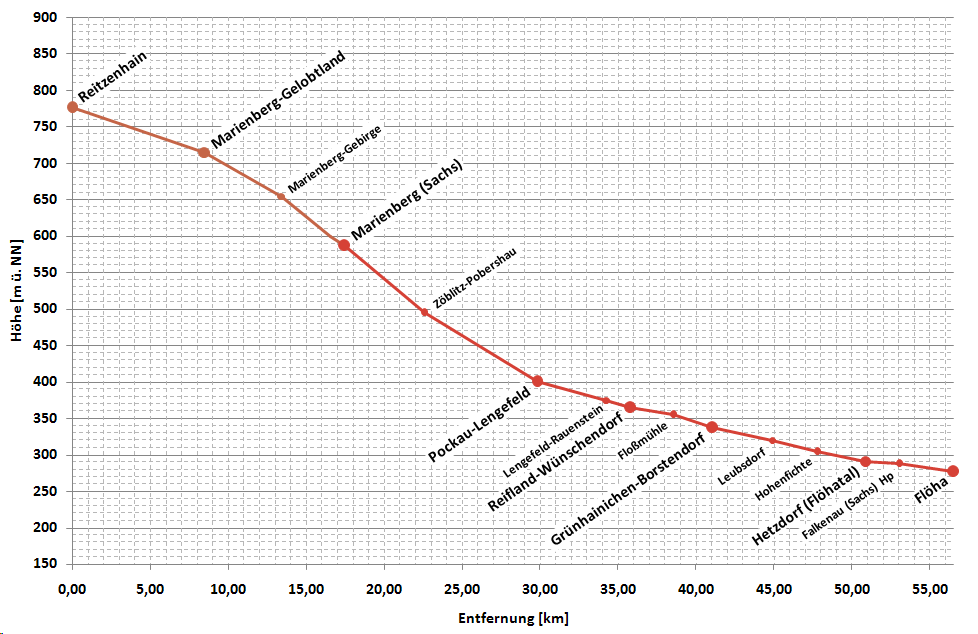
Vereinfachtes Höhenprofil der Strecke

Die Bahnstrecke hat ihren ursprünglichen Nullkilometer an der tschechisch-deutschen Staatsgrenze auf dem Erzgebirgskamm. Von dort führt das Gleis zunächst nach Norden über die Erzgebirgshochfläche. Dabei wechselt die Strecke vom Einzugsgebiet der Schwarzen Pockau in das der Preßnitz und zurück, wobei sie vor der Station Gelobtland quasi auf der Wasserscheide zwischen beiden Flüssen verläuft. Zudem wird im Verlauf zweimal die Bundesstraße 174 niveaugleich gekreuzt. Ab Gelobtland fällt die Strecke mit größerem Gefälle und zwei Kehren nach Marienberg ins Tal des Schlettenbachs ab. Folgend wird dieser in stetem Gefälle durch den tief eingeschnittenen Hüttengrund begleitet. Aufgrund der beengten Geländeverhältnisse wird hier insgesamt fünfmal die heutige Bundesstraße 171 niveaugleich gekreuzt, zudem wurden neben zwei markanten Felseinschnitten auch drei Brücken mit größeren Stützweiten erforderlich. In der „Kniebreche“ bei Rittersberg wird wieder das Tal der Schwarzen Pockau erreicht. Die Strecke begleitet nun den Fluss wechselseitig bis zur Station Pockau-Lengefeld. Weiter folgt die Strecke in deutlich geringerem Gefälle, wiederum mehrmals die Talseite wechselnd, der Flöha in nördliche Richtung. Im Bahnhof Flöha mündet die Strecke in die Hauptbahn Dresden–Werdau ein.

### Betriebsstellen

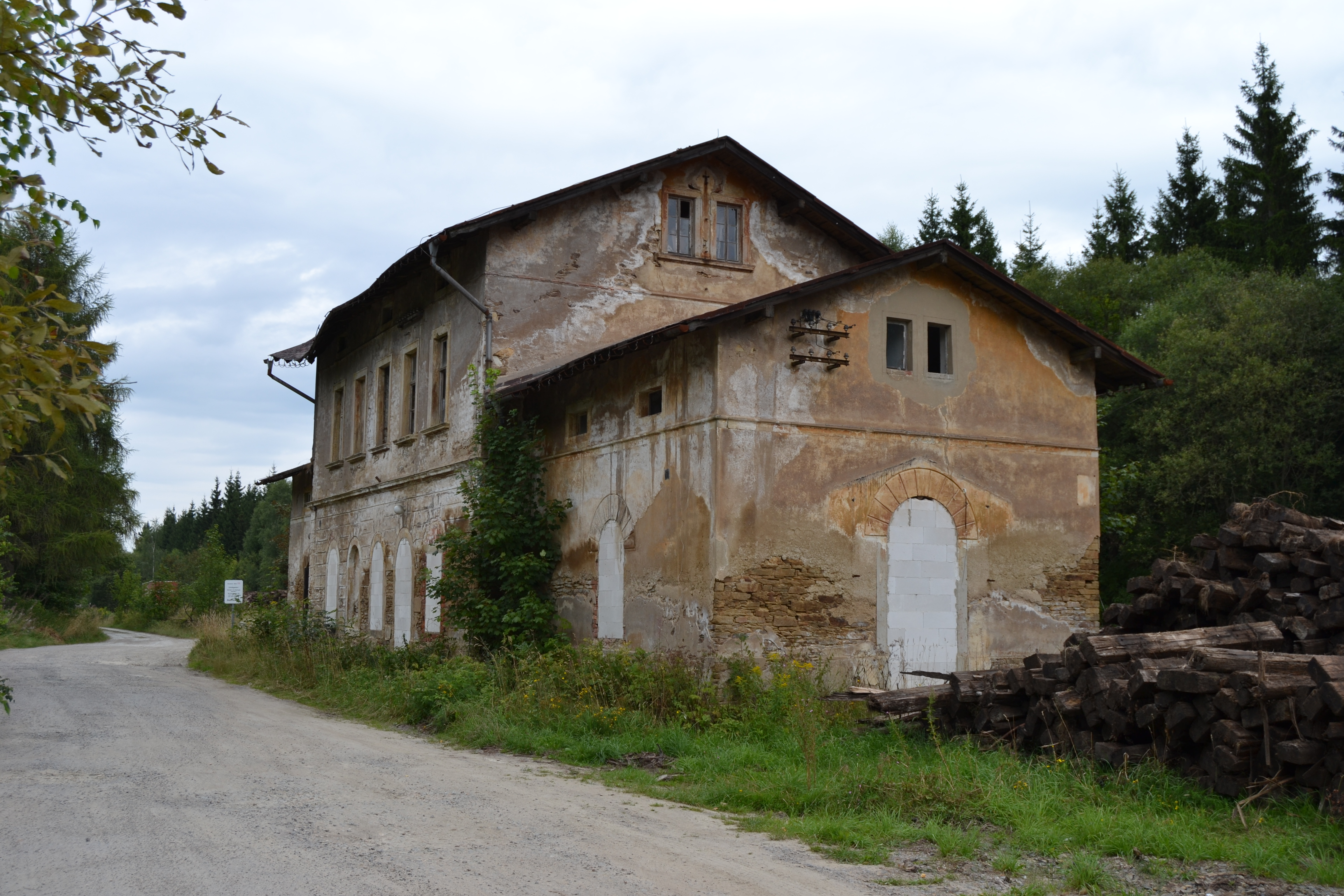
Empfangsgebäude des ehemaligen Bahnhofs Gelobtland (2013)

Reitzenhain ⊙

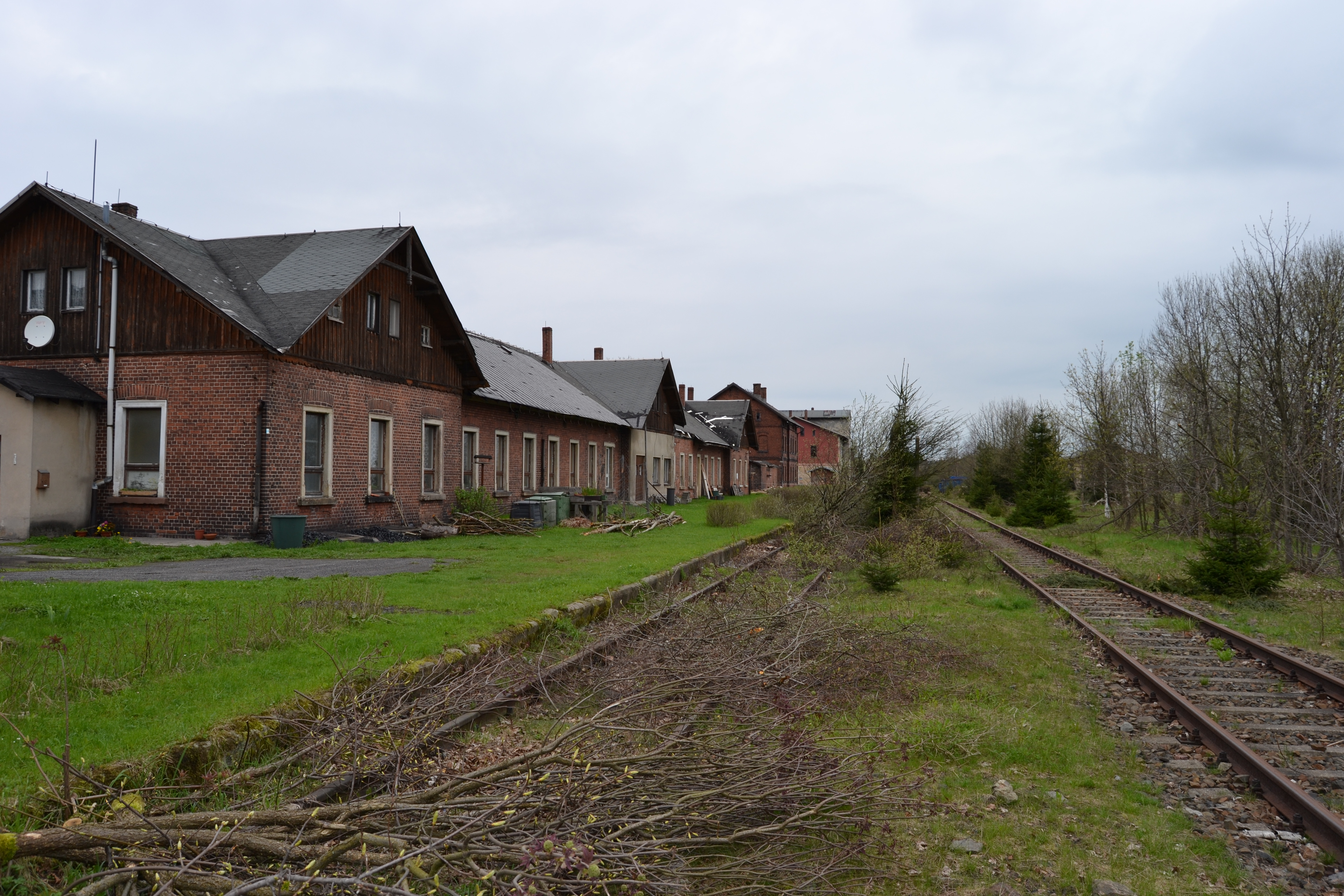
Blick auf einen Teil der stillgelegten Gleisanlagen sowie das ehemalige Empfangsgebäude in Reitzenhain (2013)

Der Bahnhof Reitzenhain (in Fahrplanunterlagen der ČSD: Reitzenhain ČSD) war Grenzbahnhof im Wechselverkehr zwischen Sachsen und Böhmen. Neben der Pass- und Zollkontrolle erfolgte hier insbesondere der Wechsel der Lokomotiven im grenzüberschreitenden Verkehr. Die BEB bzw. später die ČSD besaß für die Gleisanlagen und das Empfangsgebäude Nutzungsrechte auf Pachtbasis. Auf der „böhmischen Seite“ des Bahnhofsgeländes gab es auch ein eigenes Wohngebäude für die Beamten und eine eigene Lokomotiveinsatzstelle. Nach 1945 betrieb die Deutsche Reichsbahn den Bahnhof Reitzenhain noch bis 1994 weiter. Ein Abbruch der Anlagen erfolgte seitdem nur teilweise.
Marienberg-Gelobtland ⊙
Am 12. Juli 1875 wurde etwa 1,5 Kilometer südwestlich der gleichnamigen Siedlung die Haltestelle Gelobtland eröffnet. Zu diesem Zeitpunkt verfügte sie über Empfangs- und Wirtschaftsgebäude, Freiabtritt sowie eine Laderampe. Zum 1. Mai 1905 erfolgte die Heraufstufung zum Bahnhof und seit dem 6. Oktober 1941 trug dieser die Bezeichnung Marienberg-Gelobtland. Am 21. August 1969 wurde die Station zum Haltepunkt herabgestuft und gleichzeitig die Bedienung im Güterverkehr eingestellt.
Marienberg-Gebirge ⊙

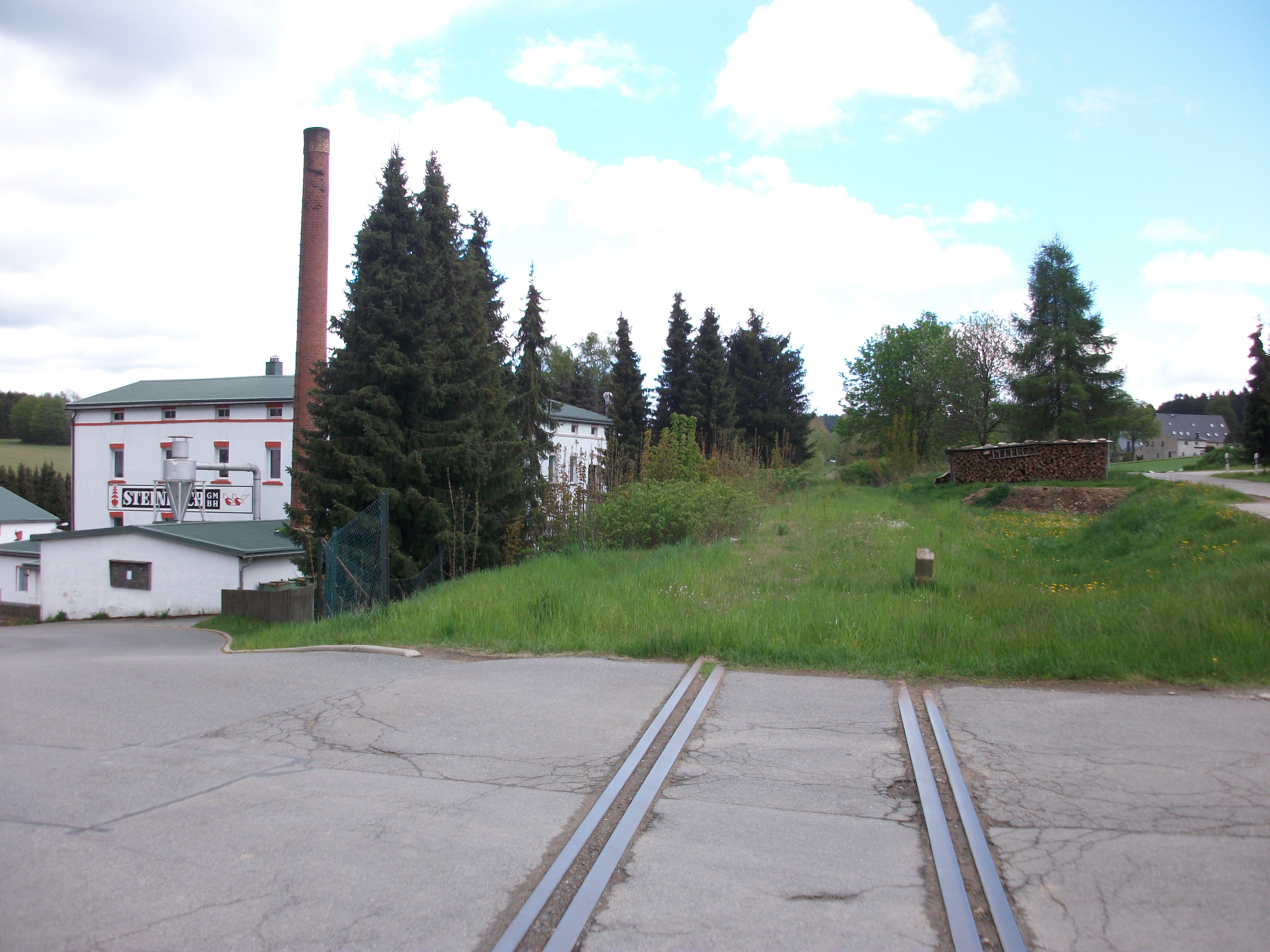
Ehemaliger Haltepunkt Marienberg-Gebirge (2016)

Der Haltepunkt wurde am 1. Juli 1927 als Haltepunkt Gebirge eröffnet und diente ausschließlich dem Personenverkehr. Seit dem 6. Oktober 1941 trug er die Bezeichnung Marienberg-Gebirge. Erst 1954 errichtete man ein massives Empfangsgebäude, das die beiden bislang als Dienst- und Warteraum genutzten Personenwagenkästen ersetzte. Nach Einstellung des Personenverkehrs 1978 wurde bereits im Jahr darauf, nach nur 25 Jahren, das Empfangsgebäude abgebrochen. Einzig die Bahnhofsuhr blieb erhalten und prangt heute an der Fassade der Auhagen GmbH im Marienberger Ortsteil Hüttengrund. Heute erinnert nur noch die erhaltene Bahnsteigkante an den früheren Haltepunkt.
Marienberg (Sachs) ⊙

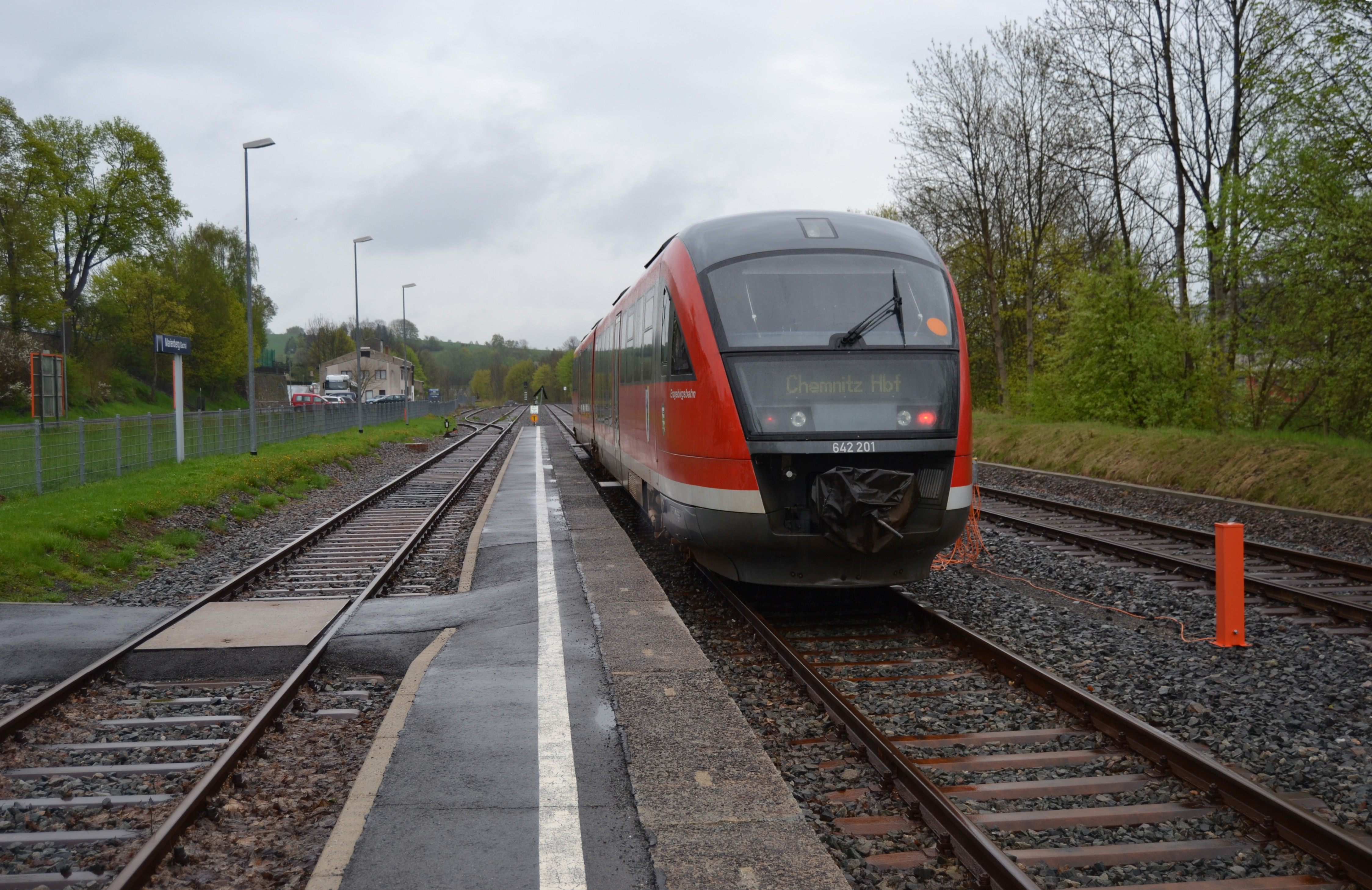
Bahnhof Marienberg (2013)

Der Bahnhof Marienberg (Sachs) wurde am 24. Mai 1875 eröffnet. Er trug folgende Namen:
- bis 1908: Marienberg
- bis 1911: Marienberg i Sachsen
- bis 1933: Marienberg (Sa)
- seit 1933: Marienberg (Sachs)

1997 wurde die Fahrkartenausgabe im Bahnhof eingestellt. Nachdem seit 1998 der Personenverkehr zum Bahnhof zeitweise ausgesetzt war und danach wieder aufgenommen wurde, ruht der Personenverkehr seit dem 15. Dezember 2013 ganz. Die Bundeswehr nutzte den Bahnhof für Güterzüge, die Waren für die im Ort befindliche Kaserne lieferten. Im Jahr 2002 erfolgte der Abriss der Wasserstation, im Jahr 2006 folgten das Empfangsgebäude und der Güterschuppen. Seitdem befindet sich auf dem Gelände des Bahnhofs lediglich ein modernes Wartehäuschen.
Hüttengrund (b Pobershau) ⊙
Der Haltepunkt Hüttengrund (b Pobershau) ist ein provisorisch eingerichteter Sonderhaltepunkt für Veranstaltungen in den Marienberger Ortsteilen Hüttengrund und Pobershau. Die Station befindet sich zwischen den Bahnüberführungen des Schlettenbachs/Bundesstraße 171 und der der Pobershauer Dorfstraße. Während der Betriebszeit verfügt sie über einen provisorisch errichteten Bahnsteig aus Holzbrettern. Der Sonderhaltepunkt war u. a. im Jahr 2010 zum Jubiläum der in der Nähe der Station befindlichen Modelleisenbahnfirma Auhagen GmbH und 2019 während des Pobershauer Bergfests geöffnet. Nach dem Pobershauer Bergfest 2019 wurden die Holzbalken des Bahnsteigs entfernt.

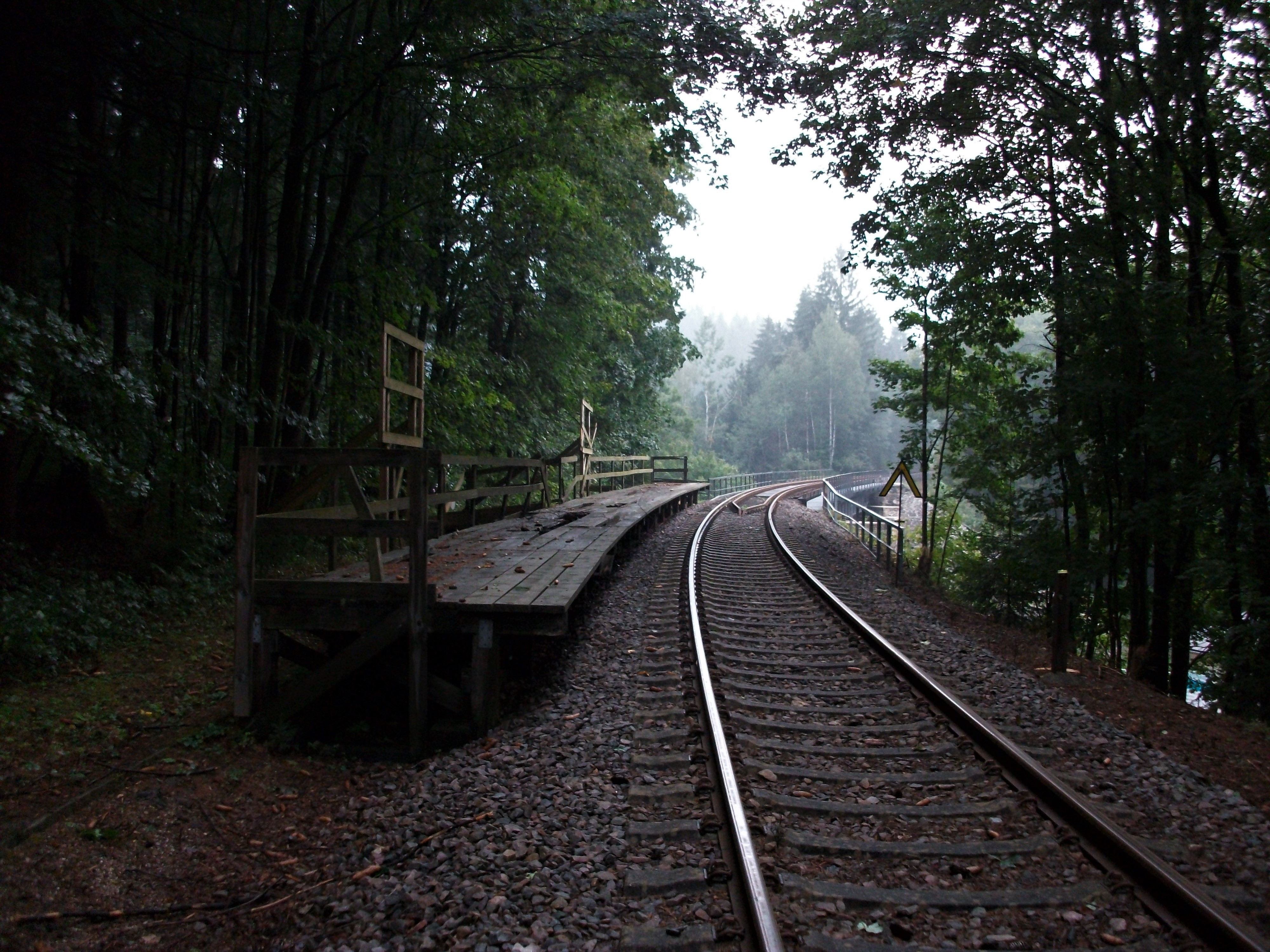
Sonder-Haltepunkt Hüttengrund vor dem Pobershauer Bergfest (2019)
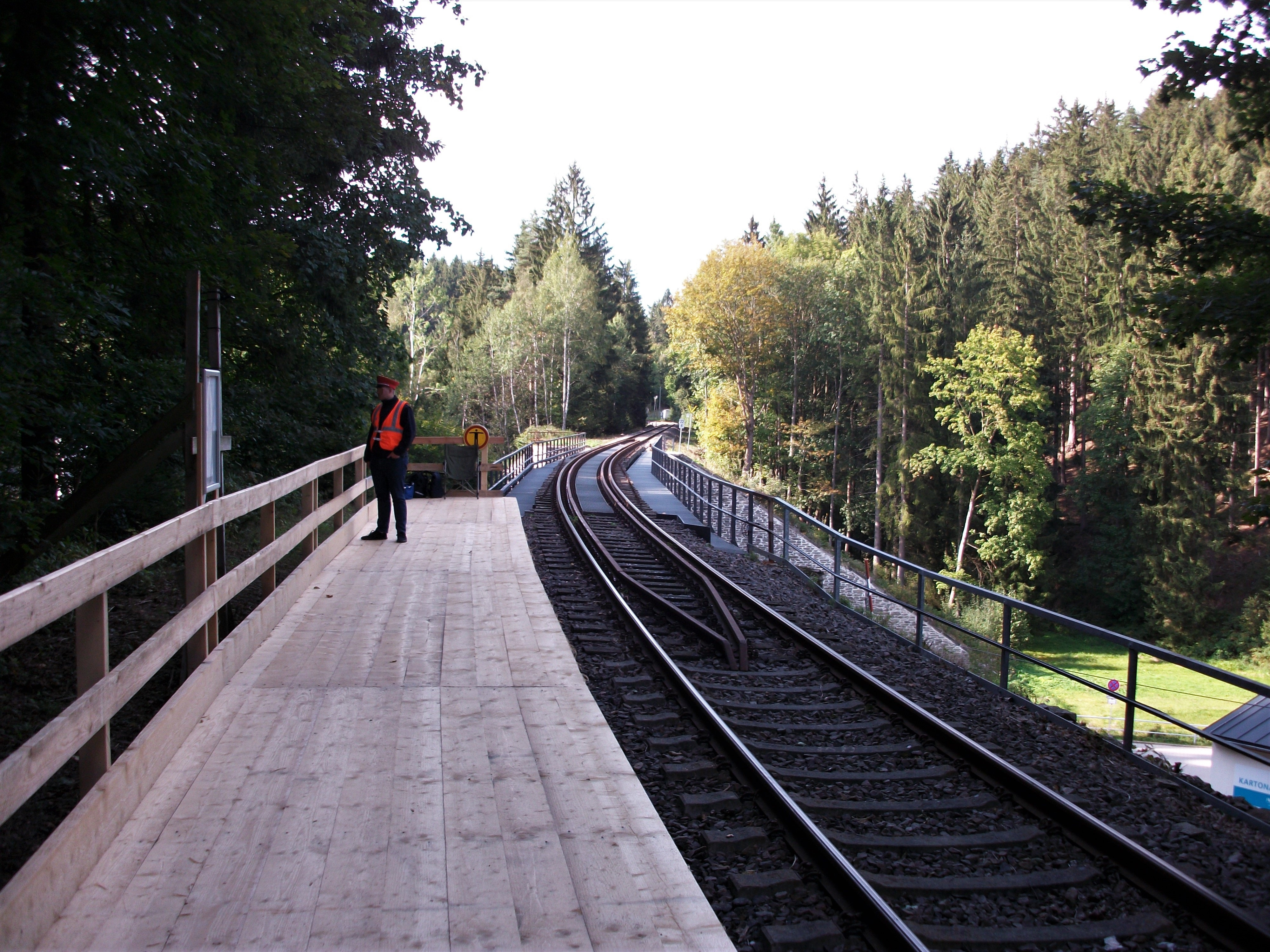
Sonder-Haltepunkt Hüttengrund während des Pobershauer Bergfests (2019)
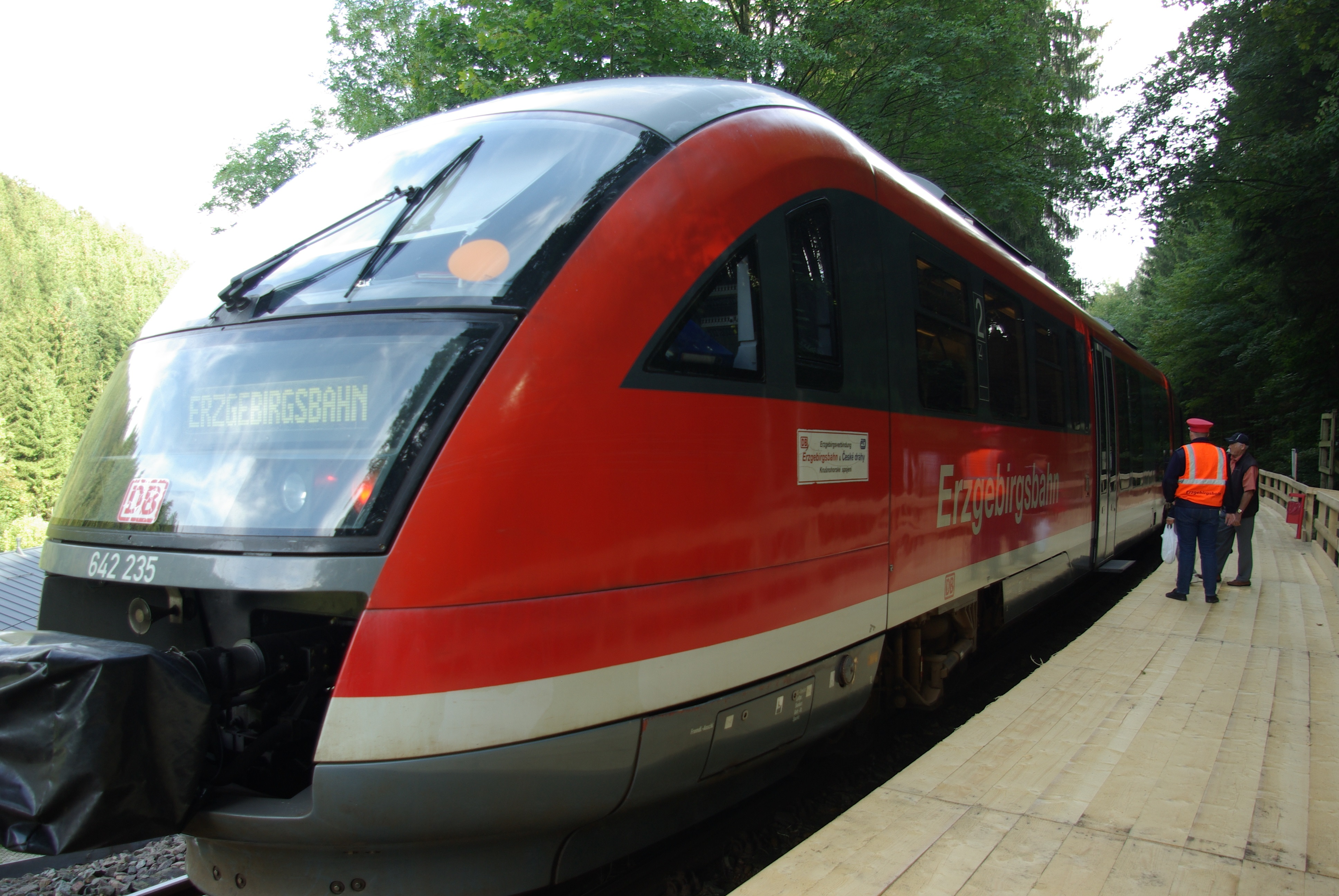
Erzgebirgsbahn am Sonder-Haltepunkt Hüttengrund (2019)
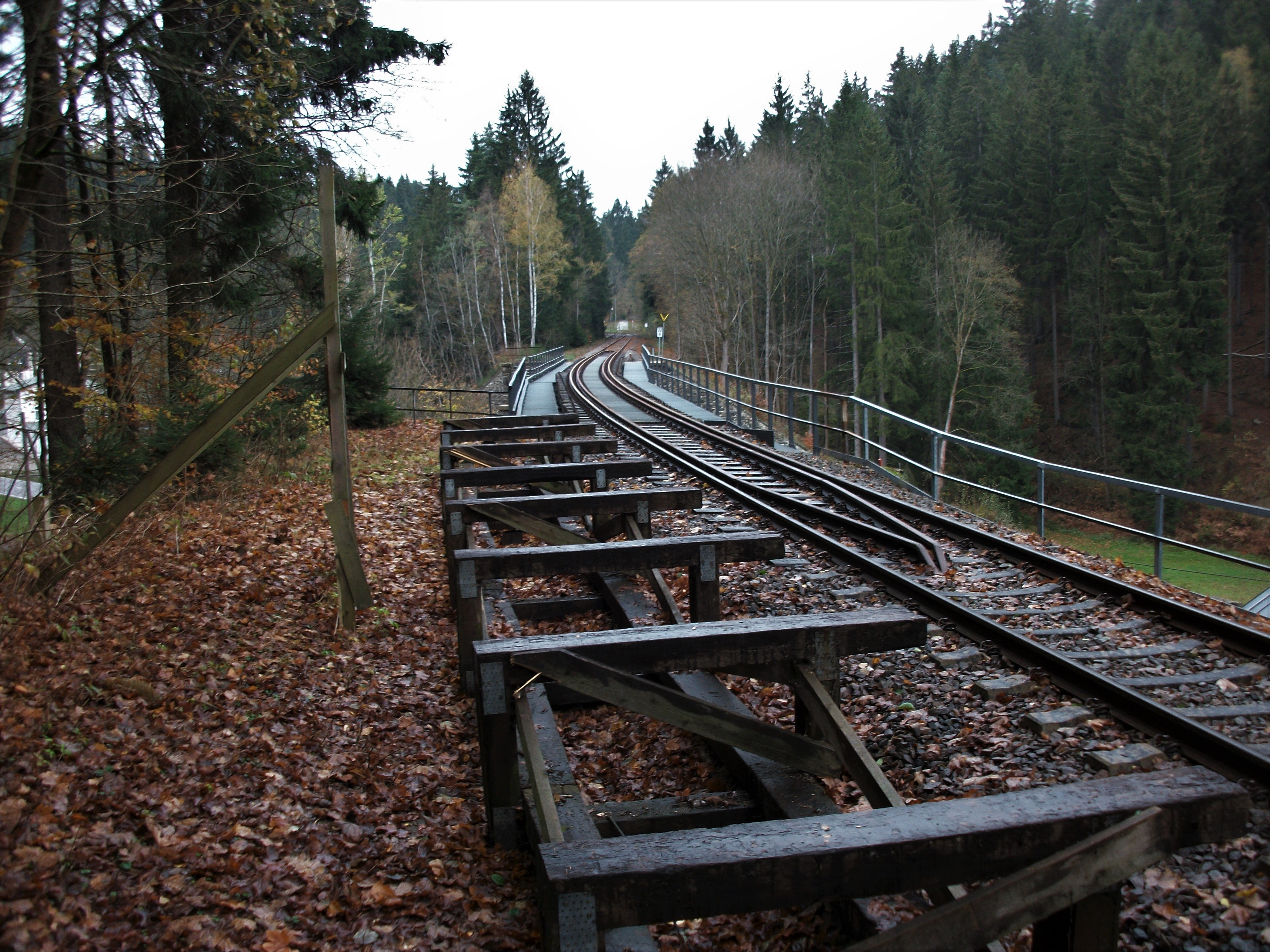
Sonder-Haltepunkt Hüttengrund nach dem Pobershauer Bergfest (2019)

Zöblitz-Pobershau ⊙

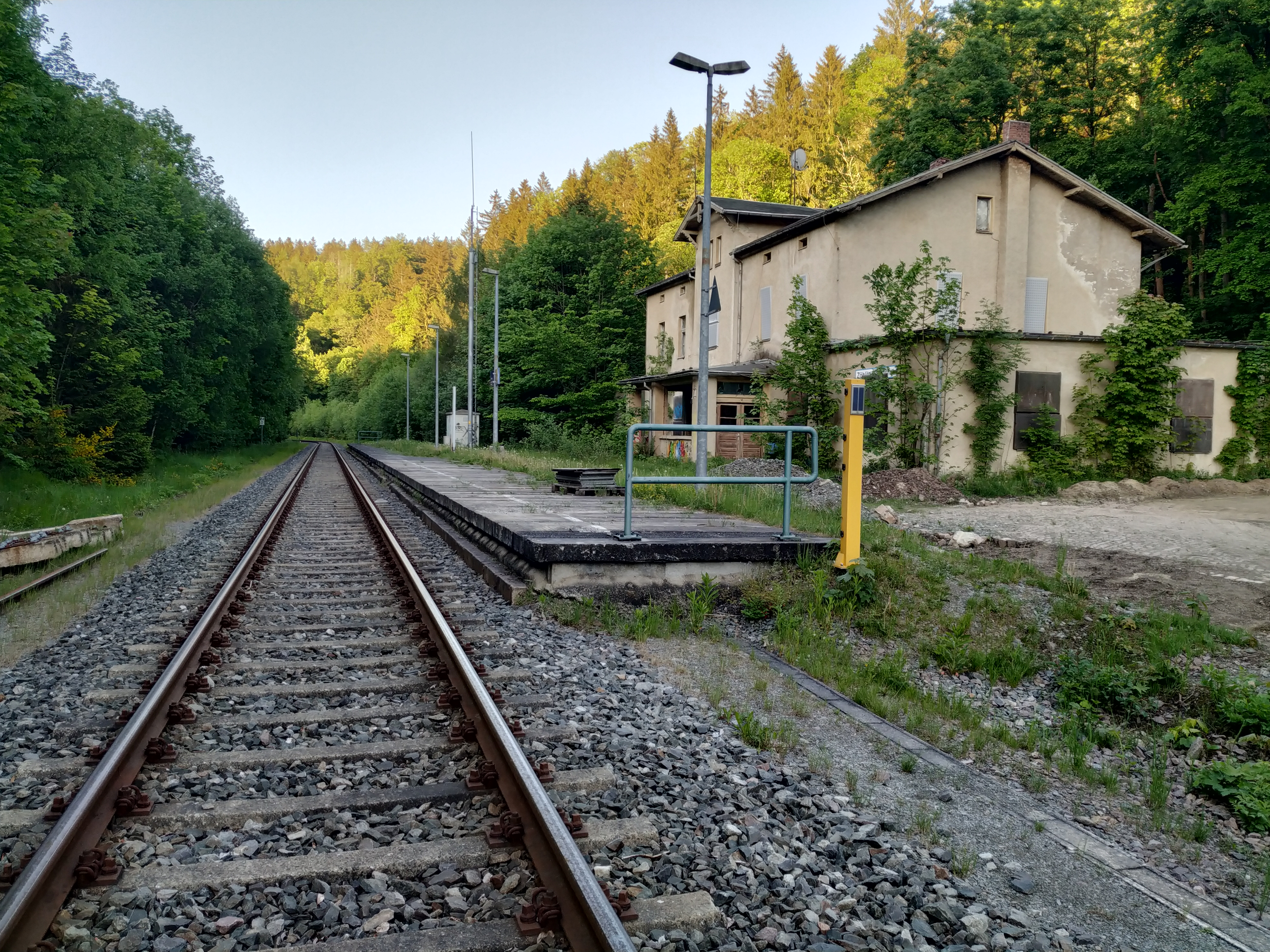
Haltepunkt Zöblitz-Pobershau (2022)

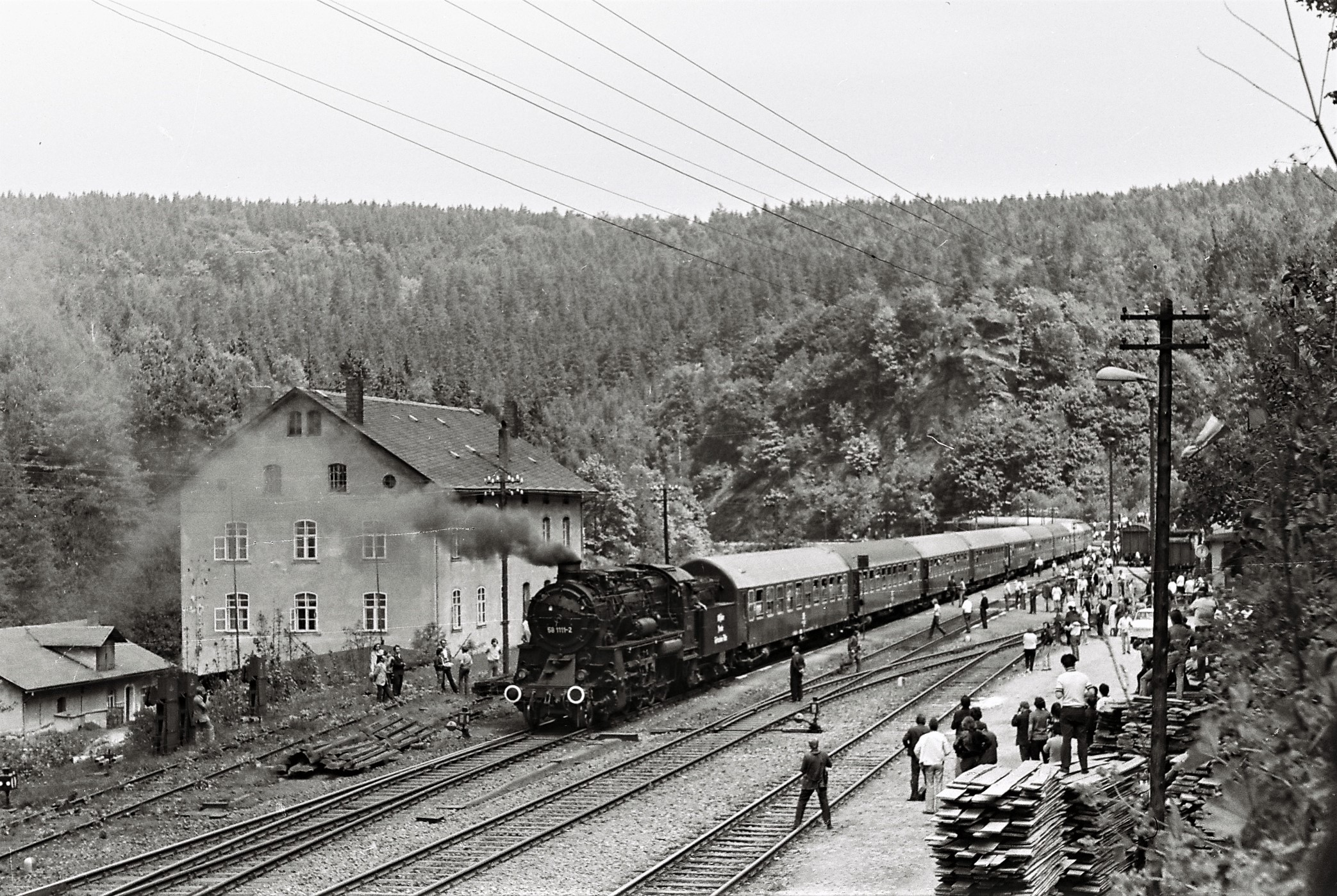
Sonderfahrt zum Streckenjubiläum 100 Jahre Bahnstrecke Flöha-Reitzenhain mit 58 1111 im Bahnhof Zöblitz-Pobershau (1975)

Der Bahnhof Zöblitz-Pobershau wurde am 24. Mai 1875 als Bahnhof  Zöblitz eröffnet. 1914 erfolgte die Umbenennung in Zöblitz-Pobershau und 1993 die Herabstufung zum Haltepunkt. Der Haltepunkt befindet sich abgelegen der namensgebenden Orte Pobershau und Zöblitz im Tal der Pockau bei dem Ort Rittersberg. Er ist über die Bundesstraße 171 erreichbar.
Nachdem seit 1998 der Personenverkehr zum Bahnhof zeitweise ausgesetzt war und danach wieder aufgenommen wurde, ruht der Personenverkehr seit dem 15. Dezember 2013 ganz.
Strobelmühle ⊙

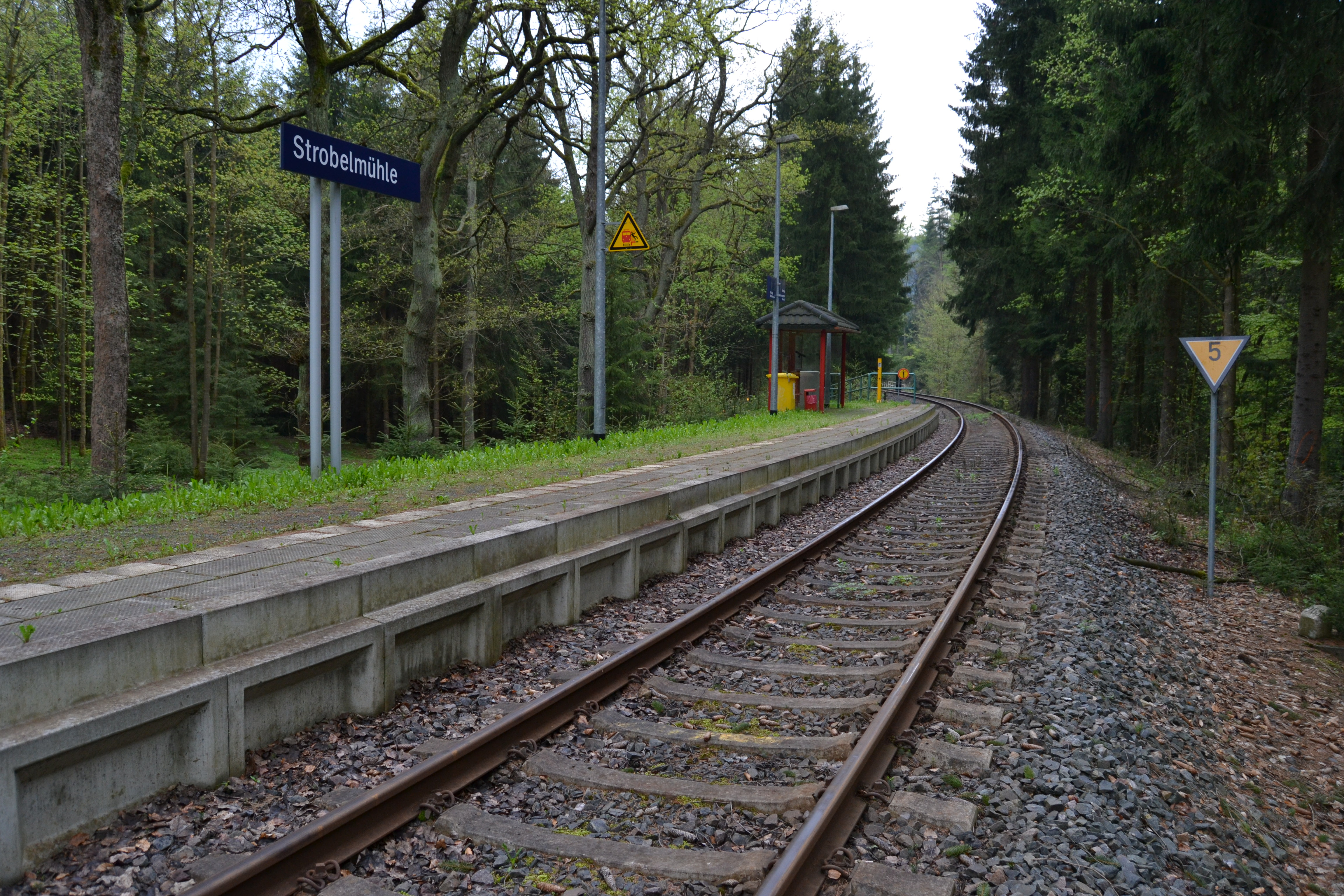
Haltepunkt Strobelmühle, Blick Richtung Flöha (2013)

Der Haltepunkt Strobelmühle dient insbesondere als Zugang für das Freizeitzentrum Strobelmühle. Er wurde 2006 neu eingerichtet, jedoch seit der vorläufigen Einstellung des Personenverkehrs nach Marienberg seit dem 15. Dezember 2013 nicht mehr bedient.
Pockau-Lengefeld ⊙

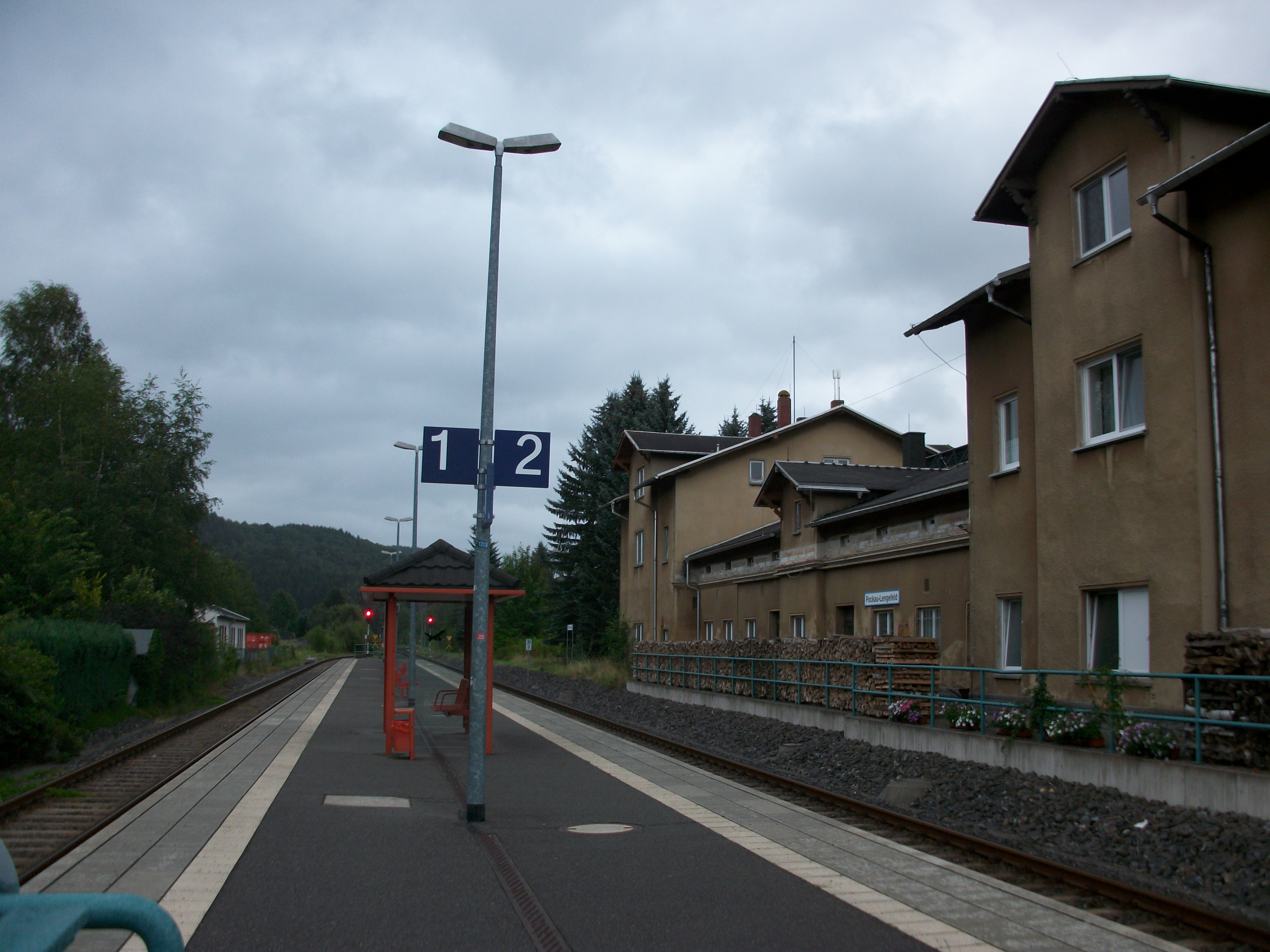
Bahnhof Pockau-Lengefeld, Gleise in Richtung Olbernhau (2016)

Der am 15. Februar 1875 eröffnete Bahnhof Pockau-Lengefeld ist Abzweigbahnhof der Bahnstrecke Pockau-Lengefeld–Neuhausen. Obwohl von Anfang an als Pockau-Lengefeld bezeichnet, lag der Bahnhof im Flöhatal vollständig auf dem Gebiet der damals selbstständigen Gemeinde Pockau. Die benachbarte, ebenfalls namensgebende Stadt Lengefeld liegt zwei Kilometer vom Bahnhof entfernt auf einem Höhenzug über dem Tal. Zum 1. Januar 2014 haben sich beide Gemeinden freiwillig zur Stadt Pockau-Lengefeld zusammengeschlossen. Die ehemals umfangreichen Anlagen des Bahnhofes wurden um 2005 bis auf einige unbedingt betriebsnotwendige Gleise zurückgebaut.
Lengefeld-Rauenstein ⊙

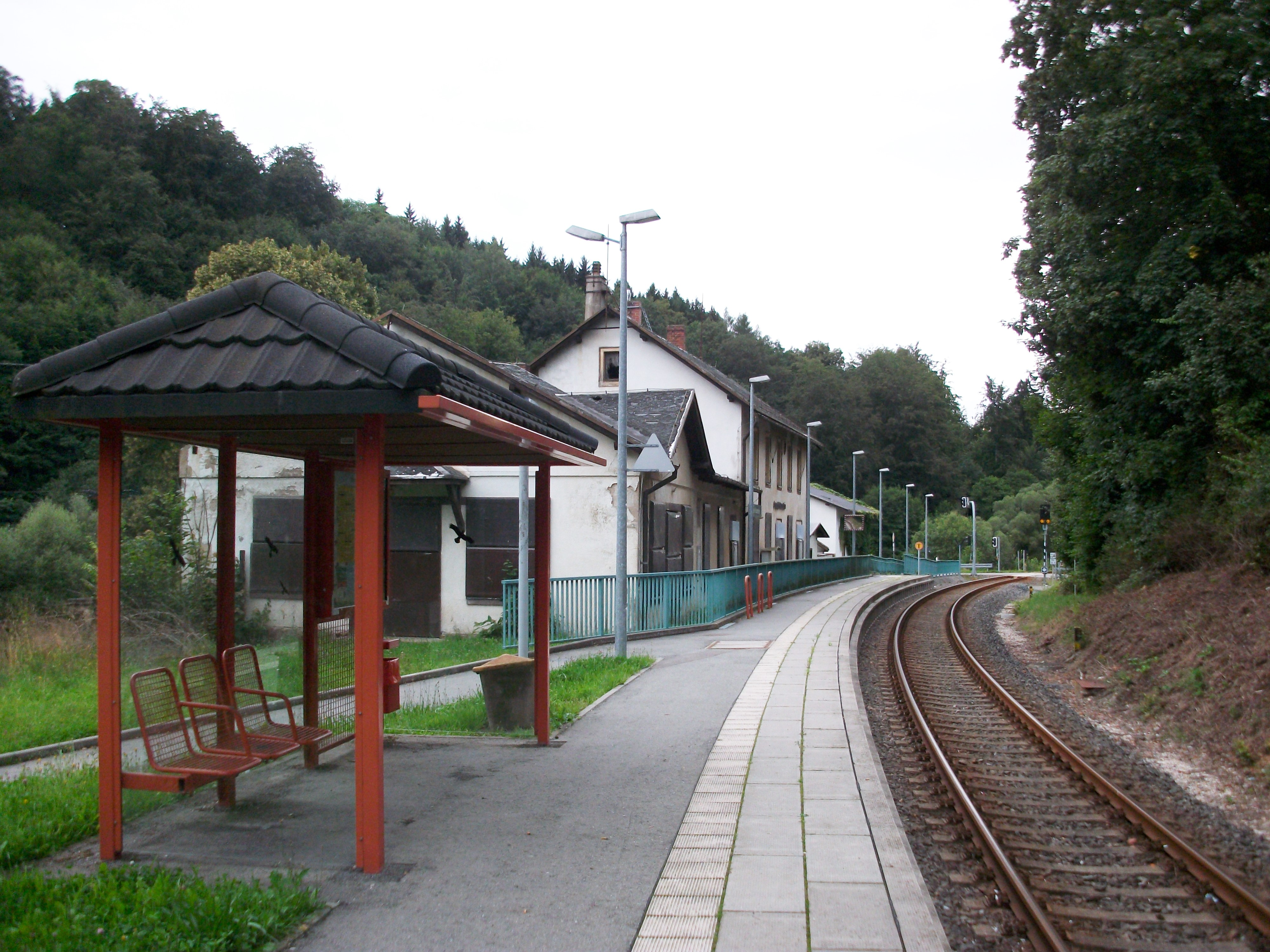
Haltepunkt Lengefeld-Rauenstein (2016)

Der Haltepunkt Lengefeld-Rauenstein wurde am 24. Mai 1875 als Haltestelle Rauenstein eröffnet. Sie trug folgende Namen:
- bis 1909: Rauenstein
- bis 1911: Rauenstein i Sachsen
- bis 1939: Rauenstein-Lengefeld
- seit 1939: Lengefeld-Rauenstein

Der Haltepunkt Lengefeld-Rauenstein ist neben dem Bahnhof Pockau-Lengefeld in Pockau der zweite Halt der Stadt Lengefeld an der Bahnstrecke Reitzenhain–Flöha. Er befindet sich von Lengefeld und seinem Ortsteil Rauenstein aus gesehen am gegenüberliegenden Ufer der Flöha. In der Nähe des Haltepunkts befinden sich die Talsperre Saidenbach und das Schloss Rauenstein.
Reifland-Wünschendorf ⊙

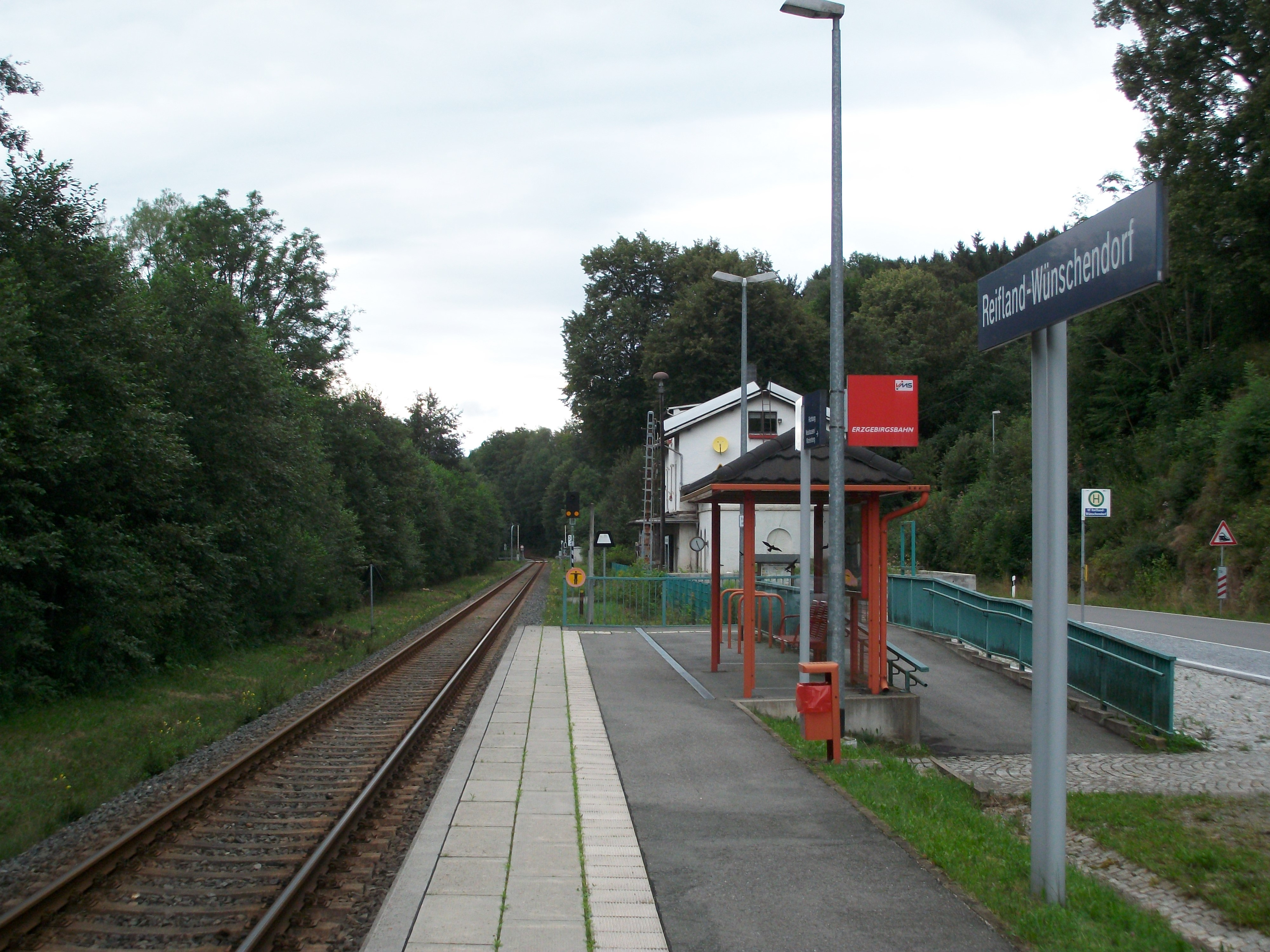
Haltepunkt Reifland-Wünschendorf (2016)

Der heutige Haltepunkt Reifland-Wünschendorf wurde am 15. Februar 1875 als Ladestelle und am 24. Mai 1875 als Haltestelle Reifland eröffnet. 1905 erfolgte die Hochstufung zum Bahnhof. Seit 1939 trägt er den Namen Reifland-Wünschendorf. 2004 erfolgte die Herabstufung zum Haltepunkt. Der Haltepunkt befindet sich zwischen den namensgebenden Orten Reifland und Wünschendorf im Tal der Flöha auf der Reifländer Seite.
Floßmühle ⊙

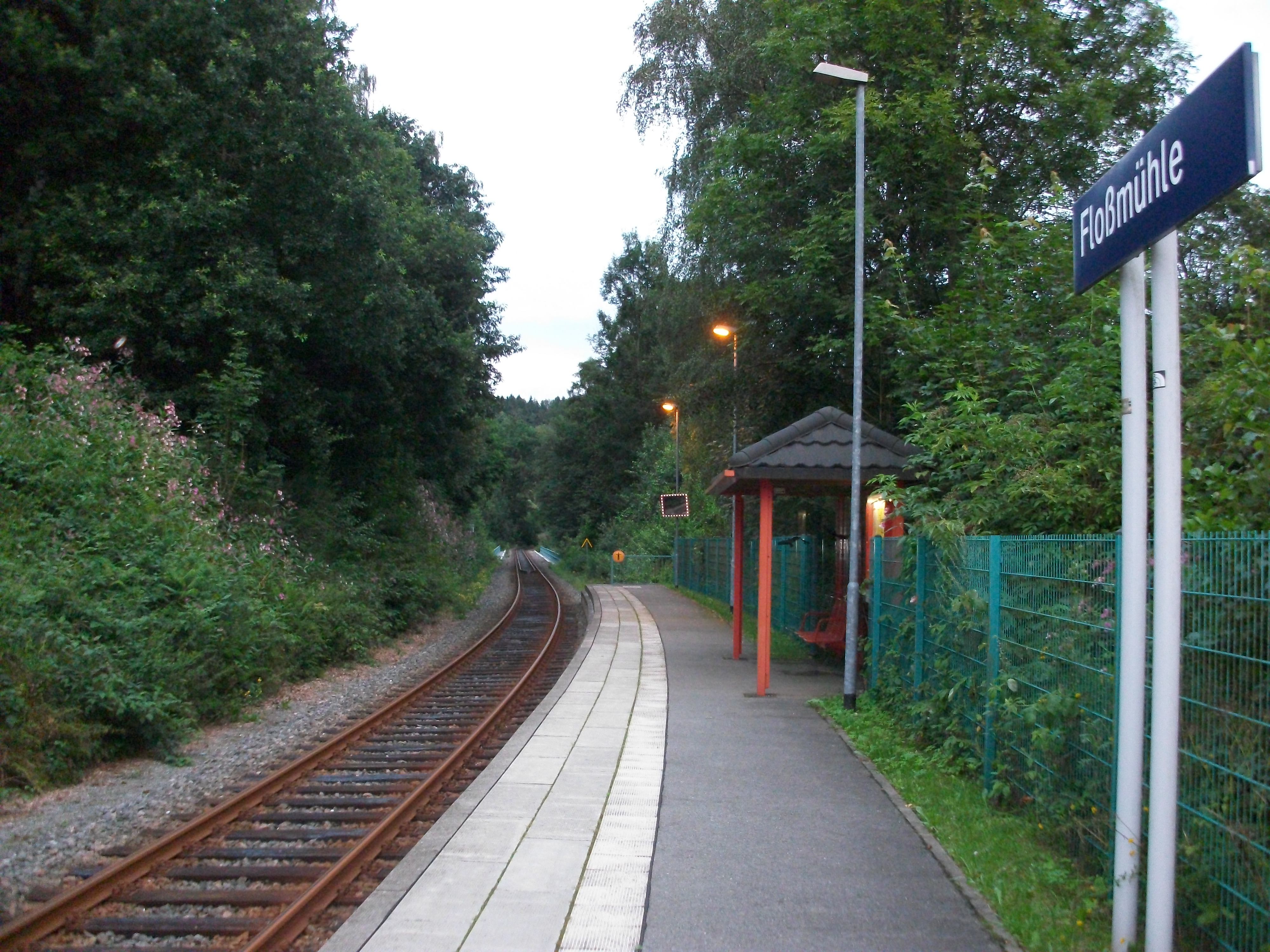
Haltepunkt Floßmühle (2016)

Der Haltepunkt Floßmühle wurde am 1. Oktober 1899 eröffnet. Er liegt in der zu Borstendorf gehörenden Siedlung Floßmühle. Wenige Kilometer hinter dem Haltepunkt wechselt die Bahnstrecke vom rechten aufs linke Ufer der Flöha. Die hölzerne Wartehalle wurde 2003/06 abgerissen. Heute verfügt die Station über ein modernes Wartehäuschen.
Grünhainichen-Borstendorf ⊙

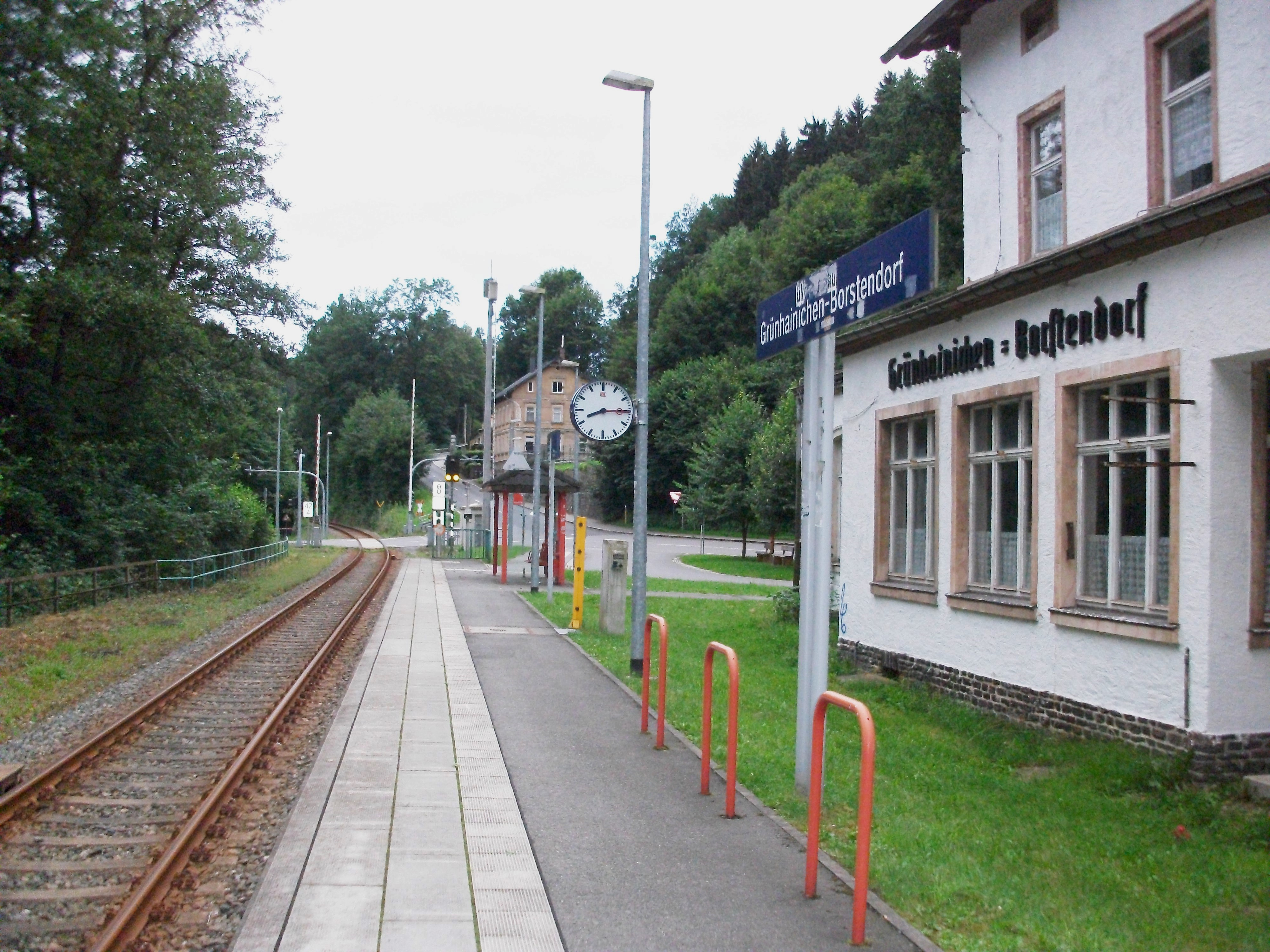
Bahnhof Grünhainichen-Borstendorf (2016)

Der Bahnhof Grünhainichen wurde am 15. Februar 1875 eröffnet. 1908 erfolgte die Umbenennung in Grünhainichen-Borstendorf. Der Bahnhof befindet sich zwischen den namensgebenden Orten Grünhainichen und Borstendorf im Tal der Flöha auf der Grünhainichener Seite. Am Standort sind Empfangs- und Wirtschaftsgebäude erhalten.
Leubsdorf (Sachs) ⊙

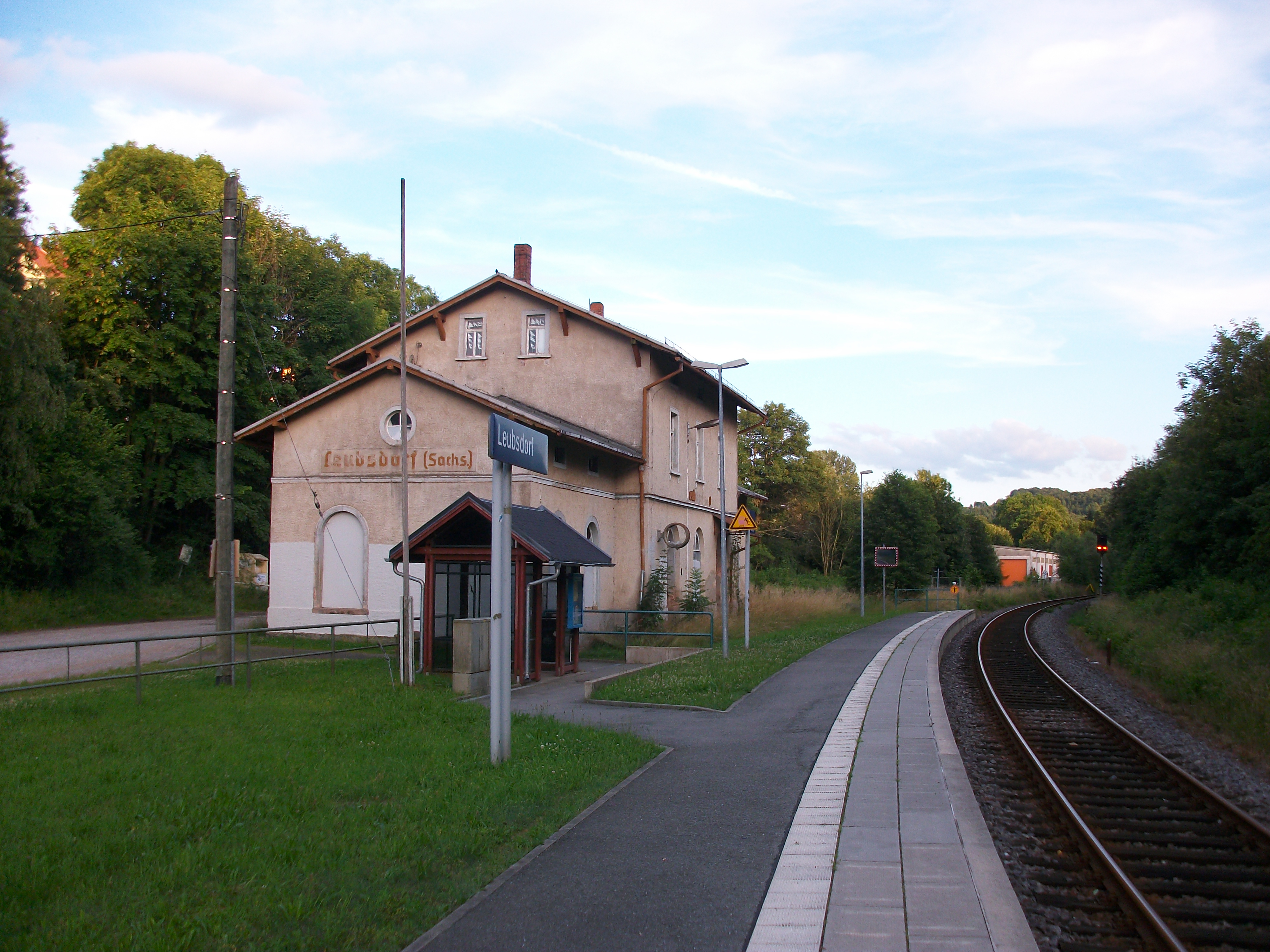
Haltepunkt Leubsdorf (Sachs), 2016

Die Haltestelle Leubsdorf wurde am 15. Februar 1875 eröffnet und 1905 zum Bahnhof hochgestuft. Der Bahnhof trug folgende Namen:
- bis 1927: Leubsdorf
- bis 1933: Leubsdorf (Sa)
- seit 1933: Leubsdorf (Sachs)

1996 erfolgte die Zurückstufung zum Haltepunkt. Die Station befindet sich im Westen der Gemeinde Leubsdorf am rechten Ufer der Flöha.
Hohenfichte ⊙

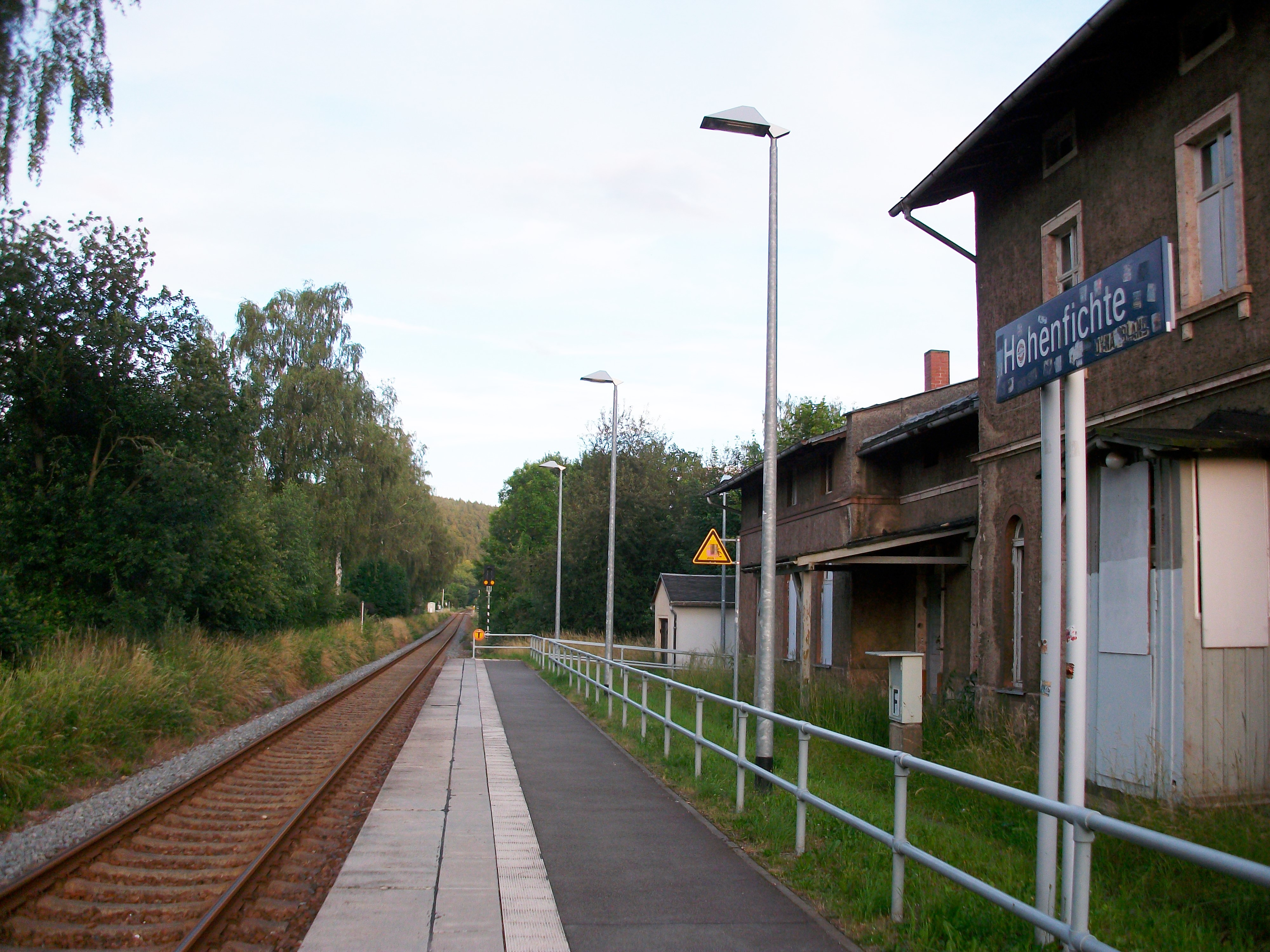
Haltepunkt Hohenfichte (2016)

Die Station Hohenfichte wurde am 15. Februar 1875 als Ladestelle und am 24. Mai 1875 als Haltestelle Hohenfichte eröffnet. 1905 erfolgte die Hochstufung zum Bahnhof. Nach der Eingemeindung von Metzdorf nach Hohenfichte im Jahr 1922 hatte der Ort mit dem Haltepunkt Metzdorf einen weiteren Halt an der Schmalspurbahn Hetzdorf–Eppendorf–Großwaltersdorf, der 1925 in Hohenfichte Hp umbenannt wurde und mit der Stilllegung der Schmalspurbahn im Jahr 1967 außer Betrieb ging.
Der Bahnhof Hohenfichte wurde 1990 zum Haltepunkt zurückgestuft. Er befindet sich im Norden des Orts am linken Ufer der Flöha.
Hetzdorf (Flöhatal) ⊙

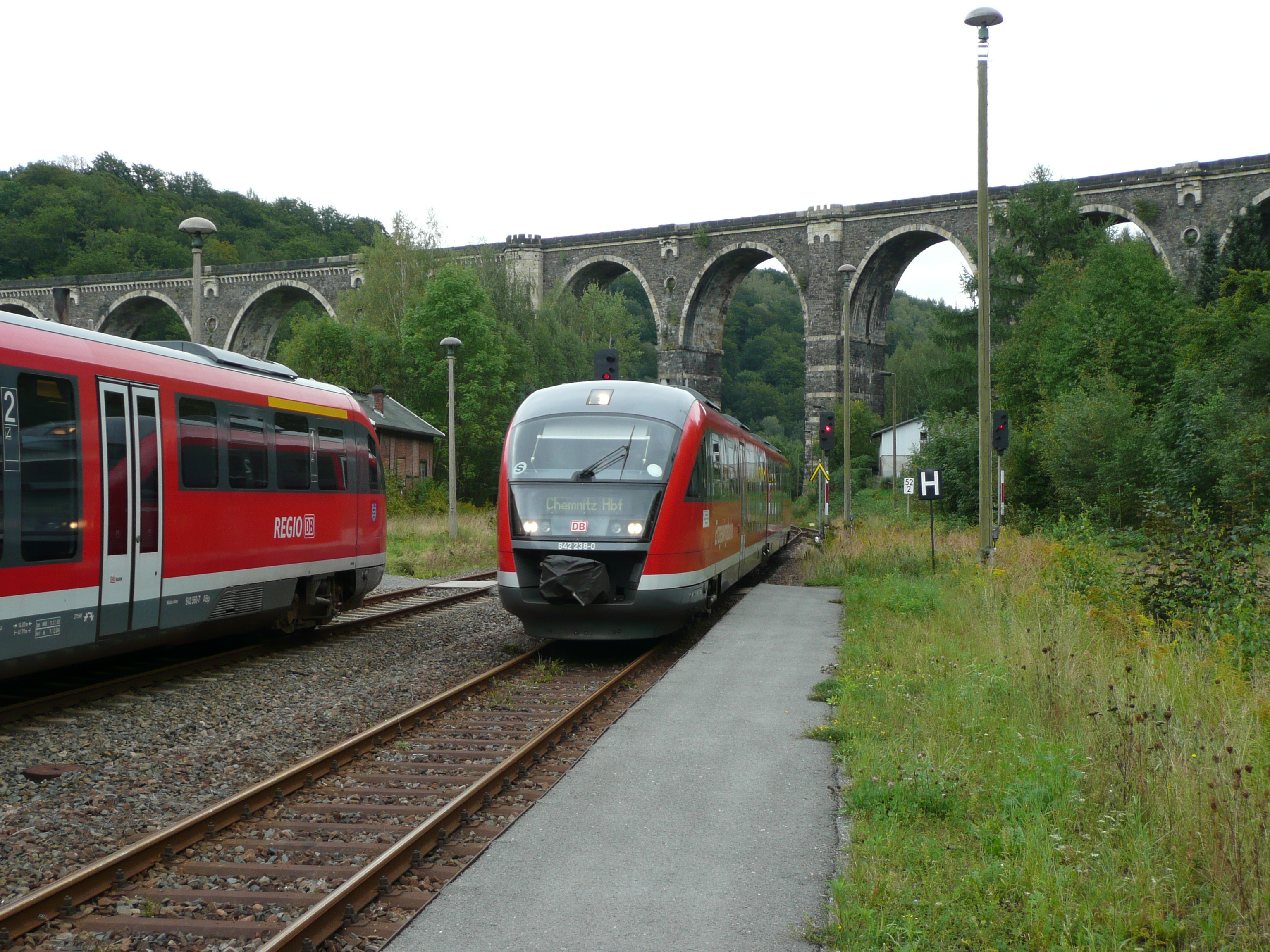
Zugkreuzung in Hetzdorf (2008)

Während seiner Betriebszeit trug die Station schon vier verschiedene Namen, im Einzelnen waren dies:
- Bis 30. April 1905: Hetzdorf bei Oederan
- Ab 1. Mai 1905: Hetzdorf bei Öderan
- Ab 1. Juli 1911: Hetzdorf b Öderan
- Ab 1. Oktober 1912: Hetzdorf (Flöhatal)

Vom 1893 eröffneten Bahnhof Hetzdorf aus verkehrte seit 1893 die Schmalspurbahn nach Eppendorf, die 1916 noch bis Großwaltersdorf verlängert wurde. Die Strecke wurde 1967 stillgelegt.
Falkenau (Sachs) Hp ⊙

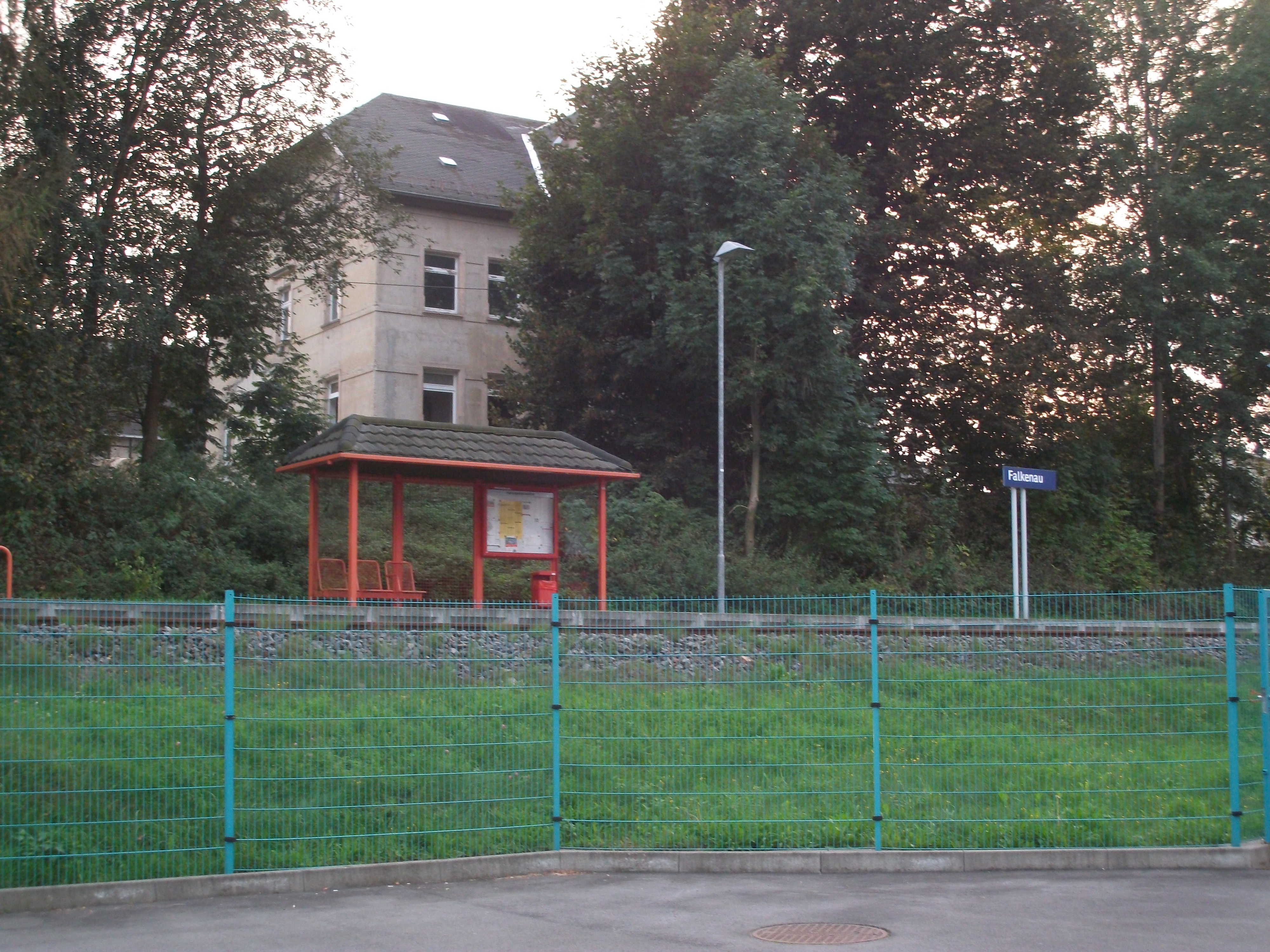
Haltepunkt Falkenau (Sachs) (2016)

Der Haltepunkt Falkenau (Sachs) Hp wurde am 16. April 1928 eröffnet und ist somit der jüngere der beiden Stationen von Falkenau. Er trug folgende Namen:
- bis 1933: Falkenau (Sa) Hp
- seit 1933: Falkenau (Sachs) Hp

Das ehemalige Empfangsgebäude befindet sich in Privatbesitz.
Neben dem Haltepunkt im Nordosten von Falkenau befindet sich im Süden des heute zu Flöha gehörigen Ortsteils noch der Haltepunkt Falkenau (Sachs) Süd an der Bahnstrecke Dresden–Werdau.
Flöha ⊙

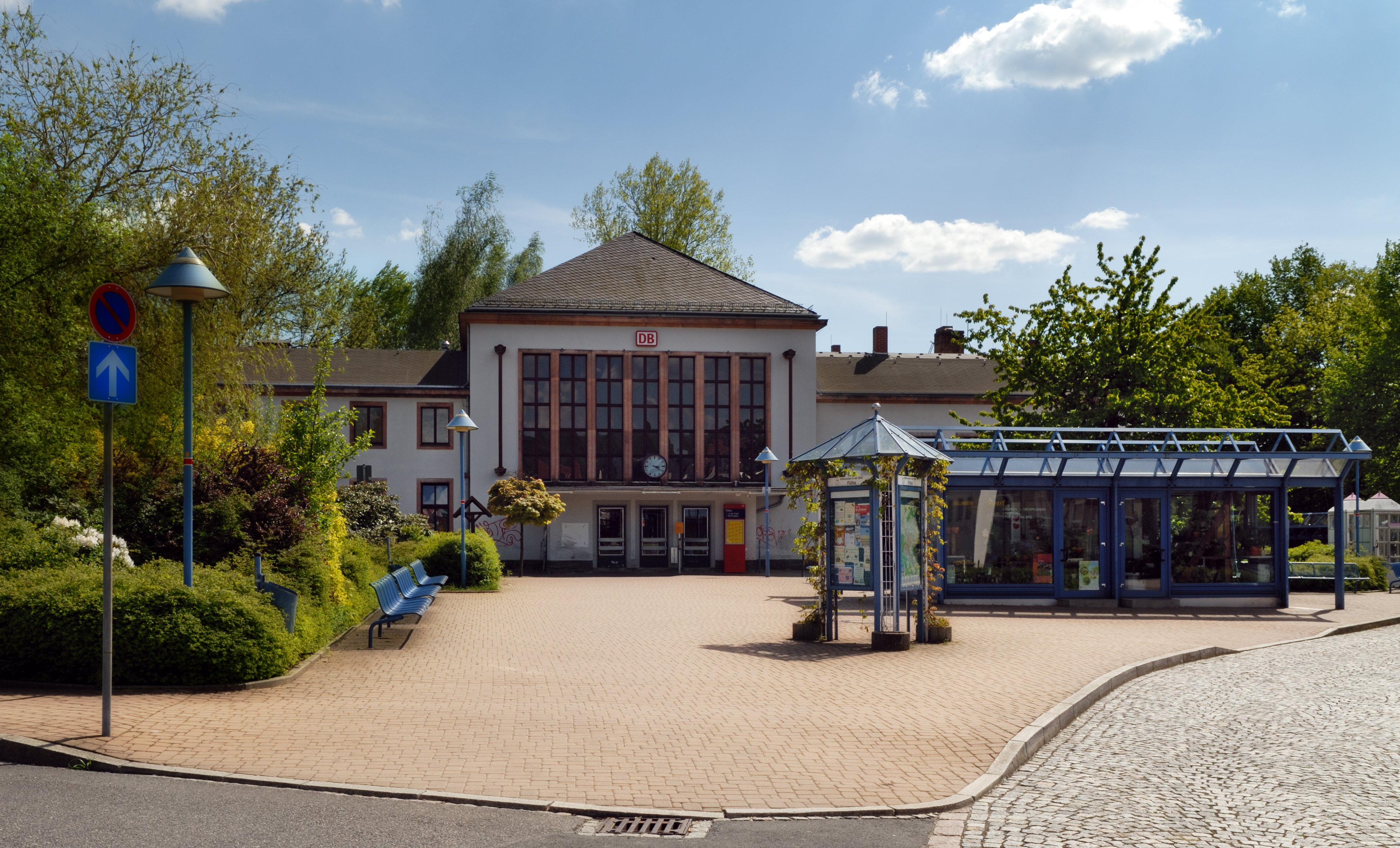
Empfangsgebäude des Bahnhofs Flöha (2008)

Zunächst war der Bahnhof Flöha nur ein Durchgangsbahnhof an der 1866 eröffneten Bahnstrecke Chemnitz–Annaberg. Beim Bahnbau des Abschnittes Freiberg–Flöha entstand nordöstlich des vorhandenen Bahnhofs ein neuer Bahnhofsteil, das Empfangsgebäude befand sich seitdem in Keillage. Mit dem Bau der Bahnstrecke Reitzenhain–Flöha entstand noch weiter nordöstlich davon der Bahnhof der Chemnitz-Komotauer Eisenbahngesellschaft. Diese errichtete auch ein Heizhaus. Zusammen mit dem Heizhaus der Staatsbahn entwickelte sich später eine Lokeinsatzstelle, die von 1946 bis 1950 kurzzeitig sogar ein selbstständiges Bahnbetriebswerk war.
In den 1930er Jahren entstand bei einem großen Bahnhofsumbau auch das heutige repräsentative Empfangsgebäude in Seitenlage.
Obwohl die Bahnhofsanlagen mittlerweile stark zurückgebaut wurden, sind immer noch sechs Bahnsteiggleise vorhanden. Von und nach Pockau-Lengefeld (ehemals weiter von und nach Reitzenhain) können dabei nur die Bahnsteiggleise 1 und 2 bedient werden.

## Fahrzeugeinsatz
Die Chemnitz-Komotauer Eisenbahn wickelte den Betrieb insbesondere mit Schlepptenderlokomotiven ab, wie sie als Gattung IIIb und Gattung VII auch von der Staatsbahn beschafft wurden.
In Regie der Erzgebirgsbahn kommen heute im Nahverkehr ausschließlich Triebwagen der DB-Baureihe 642 „Desiro“ zum Einsatz.
Im Militärverkehr kommen Diesellokomotiven der Baureihen 232 und 233 zum Einsatz.